# X-Men
Pour les articles homonymes, voir X-Men (homonymie).
Les X-Men est le nom d'une équipe de super-héros évoluant dans l'univers Marvel de la maison d'édition Marvel Comics. Créée par le scénariste Stan Lee et le dessinateur Jack Kirby, l'équipe apparaît pour la première fois dans le comic book X-Men #1 en septembre 1963.
L'équipe, composée en majorité de mutants, est à l'origine dirigée par le professeur Charles Xavier, également connu sous le nom de « Professeur X », un puissant mutant télépathe qui peut lire dans les pensées et les contrôler. Dans ses premières aventures, l'équipe a comme principal adversaire Magnéto, un puissant mutant capable de générer et de contrôler les champs magnétiques qui est à la tête de la Confrérie des mauvais mutants.
Dans l'univers Marvel, les mutants (Homo superior) sont une sous-espèce de l'homme (Homo sapiens), nés avec des capacités surhumaines activées par le « gène X ». Ils vivent dans un monde où le fanatisme anti-mutant est féroce. S’opposant fréquemment à Magnéto, leur ennemi juré, les X-Men ont un point de vue et une philosophie diamétralement différente par rapport à leur ennemi concernant la relation avec les humains normaux : alors que les X-Men travaillent à la paix et à la compréhension entre les espèces mutantes et humaines, Magnéto et ses séides considèrent les humains comme une menace et croient en une approche agressive, bien que parfois Magnéto se soit retrouvé brièvement aux côtés des X-Men.
Depuis 2000, la bande dessinée est adaptée au cinéma dans la série de films X-Men.

## Présentation
Dans l'univers Marvel, les mutations génétiques octroient des super-pouvoirs à une part croissante de la population. Ces qualités surhumaines se dévoilent en général à l’adolescence, moment critique pendant lequel les mutants peuvent sombrer dans le doute et l’égarement ou au contraire arriver à maîtriser leurs dons et s'épanouir.
Afin de les aider à franchir ce moment difficile, le professeur Charles Xavier a créé une école spécialisée, l'Institut Xavier où il forme les mutants qu'il a réussi à découvrir à utiliser leurs pouvoirs pour le bien et à s’accepter eux-mêmes. Il leur apprend également à vivre en harmonie avec les humains « normaux ». Sous la couverture d'un institut privé d'enseignement (jusqu'en 2000, quand Xavier a été exposé publiquement comme étant un mutant ; ensuite, l'établissement est notoirement connu comme un internat pour mutants), l'Institut Xavier forme l'équipe des X-Men à affronter les périls du monde.
Mais d’autres mutants, qui n’ont pas eu la chance de rencontrer le professeur Xavier — ou qui l'ont rejeté — se sont égarés sur la voie du mal. Regroupés parfois autour de Magnéto, ils n’ont pour but que d’affirmer la prééminence de leur race en réduisant l’humanité en esclavage.
Sur cet argument, les auteurs de la série ont créé une multiplicité de mutants aux pouvoirs variés dont les affrontements, sans cesse renouvelés, ont assuré le succès de la série depuis les années 1960.
Se pose ainsi le problème du rapport de l'homme à son évolution et de l'intégration des différences. Les mutants se répartissant alors en deux groupes : ceux qui sont proches du professeur Xavier, croyant que la différence est un avantage au bénéfice du métissage des capacités, et ceux proches de Magnéto qui considèrent les mutants comme le stade avancé de l’Homo sapiens, croyant que les humains normaux sont condamnés à disparaître et ralentissent l'émergence de la nouvelle humanité Homo superior, c'est-à-dire les mutants.

## Historique de la publication
La série des X-Men a connu un succès extraordinaire qui lui a valu d'être déclinée en une multitude de séries parallèles. Certains personnages, tels Wolverine, prenant même leur autonomie pour vivre leurs propres aventures dans des séries dédiées.

### Années 1960

#### Série originale

Logo de la série originale des comic books X-Men (1963).

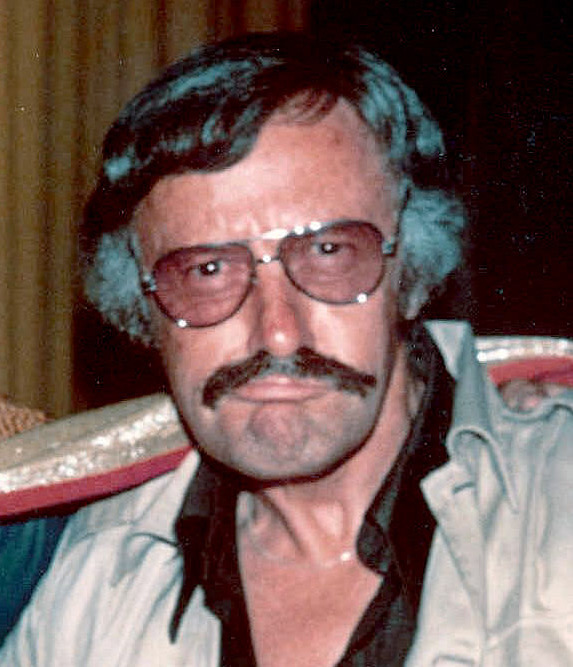
Stan Lee, le cocréateur des X-men.

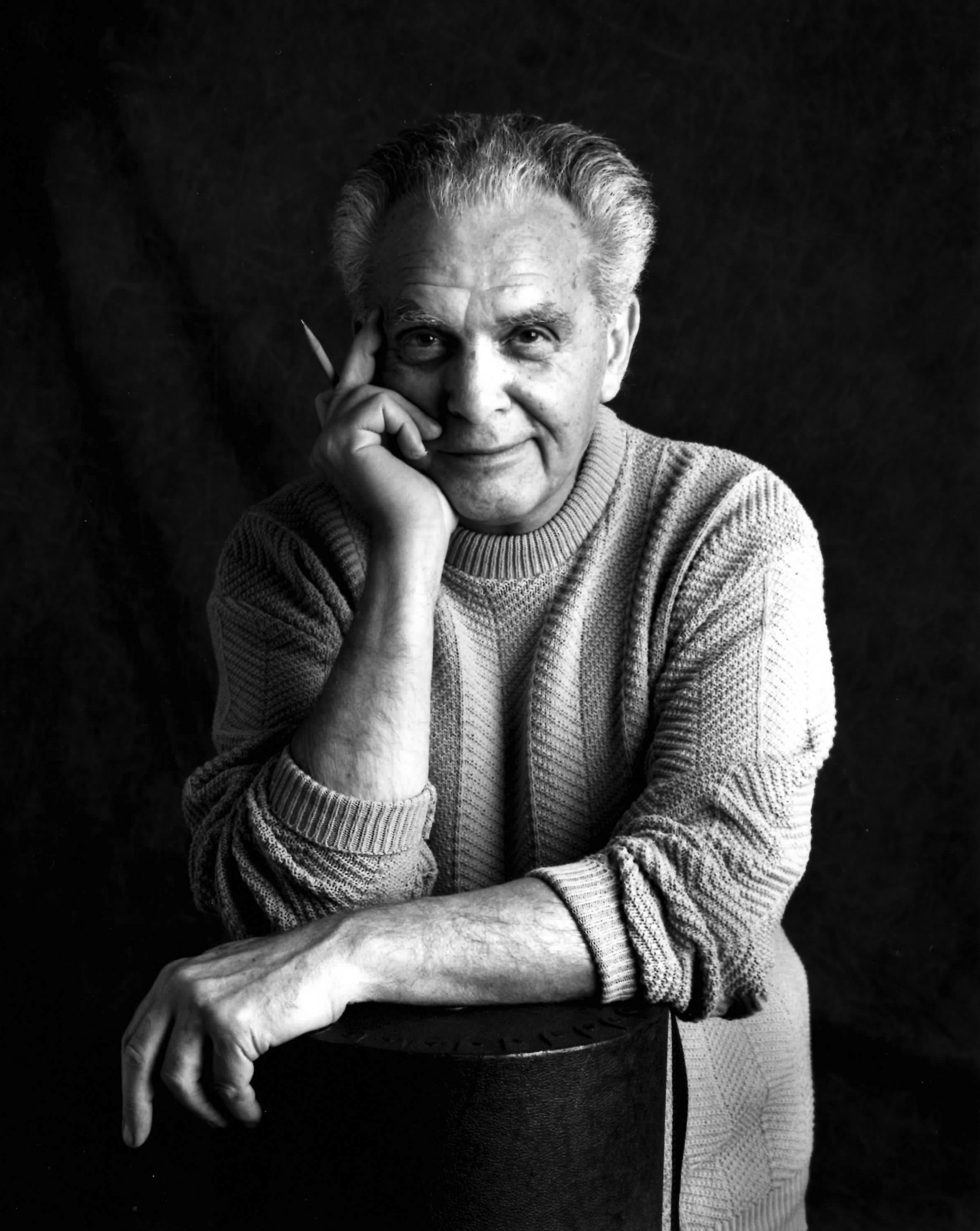
Jack Kirby, le cocréateur des X-Men.

En 1963, les X-Men sont un groupe de cinq jeunes étudiants super-héros créés par Stan Lee et Jack Kirby pour Marvel Comics. Ils apprennent à maîtriser leurs pouvoirs, aidés par leur mentor : le professeur Xavier, paraplégique et télépathe, qui les accueille dans son école spécialisée pour jeunes mutants.
Stan Lee a déclaré qu'il avait utilisé l'aspect génétique de la mutation pour créer de nombreux personnages doués de super-pouvoirs, sans avoir à inventer une origine particulière pour chacun.
Les X-Men portent tous le même costume noir et jaune, avec un ceinturon surmonté d'une boucle caractéristique en forme de X. Leur visage est masqué afin de préserver leur identité lorsqu'ils interviennent en public, face aux mauvais mutants. Leurs aventures sont faites d'action et de combats, face aux dangers qui menacent la population.
Les personnages originaux des X-Men sont :
| Nom de Code                             | Vrai nom               | Pouvoirs                                           |
| --------------------------------------- | ---------------------- | -------------------------------------------------- |
| Le Professeur X (« Professor X » en VO) | Pr Charles Xavier      | Plus grand télépathe du monde                      |
| Angel                                   | Warren Worthington III | Possède des ailes et plus tard un sang guérisseur  |
| Le Fauve (« The Beast » en VO)          | Hank McCoy             | Agilité et force supérieures à la normale          |
| Cyclope                                 | Scott Summers          | Rafales d'énergie optique                          |
| Strange Girl (Marvel Girl), puis Phénix | Jean Grey              | Pouvoirs télékinésiques et plus tard télépathiques |
| Iceberg (Iceman)                        | Bobby Drake            | Crée et maîtrise la glace                          |

Le premier épisode présente également l'ennemi juré des X-Men : Magnéto, qui maîtrise les champs magnétiques, ce qui lui permet de manipuler les objets métalliques à distance. Il pense que les mutants ont pour destinée de diriger le monde et de remplacer les humains, incapables de vivre sur terre sans causer le malheur et la destruction. Le personnage gagnera en complexité avec le temps pour ressembler au professeur Xavier, son ancien ami. Sa volonté de se servir des pouvoirs mutants contre les humains sera décrite dans les années quatre-vingt comme découlant de son expérience atroce de survivant de la Shoah. Magnéto crée une équipe qui sera l'adversaire des X-Men à de nombreuses reprises : la Confrérie des mauvais mutants.
D'autres super-vilains sont créés dans la série d'origine et deviennent des personnages récurrents, notamment le Fléau, et surtout les énormes robots chasseurs de mutants, les Sentinelles, quand le chercheur Bolivar Trask met le feu aux poudres médiatiques en annonçant que les mutants vont conquérir l'humanité si on ne les arrête pas. Mais les adversaires des X-Men, au début de la série, sont bien souvent fades et se résument à des mutants criminels, des extra-terrestres belliqueux ou des monstres très frustes. Cette période n'a pas beaucoup de succès et devient la série la moins lue des éditions Marvel.
Lee et Kirby quittent finalement la série en 1966 et sont remplacés par Roy Thomas et Werner Roth. À la fin des années 1960, Thomas est rejoint par Jim Steranko et Neal Adams pour tenter de redonner un nouveau souffle à la série. Ils introduisent deux nouveaux X-Men : Havok, le frère de Scott, qui possède la capacité de produire un rayon de plasma et Polaris qui possède des pouvoirs magnétiques et semble être la fille de Magnéto. Les X-Men découvrent aussi la Terre Sauvage et rencontrent le Hurleur pour la première fois alors que ce dernier était manipulé pour servir la conspiration de Facteur Trois.
Bien que les ventes augmentent avec l'arrivée d'Adams, ce n'est pas assez pour sauver la série. Elle s'arrête en 1970. Cette première série est rééditée à plusieurs reprises, en premier lieu dans le comic-book éponyme (poursuivant la numérotation entamée), puis parallèlement aux nouvelles aventures qui sont créées par la suite.
À la fin de la décennie, les X-Men affrontèrent pour la première fois le Monolithe vivant, les nouvelles Sentinelles de Larry Trask, Sauron et à nouveau Magnéto .

### Années 1970

#### Les nouveaux X-Men

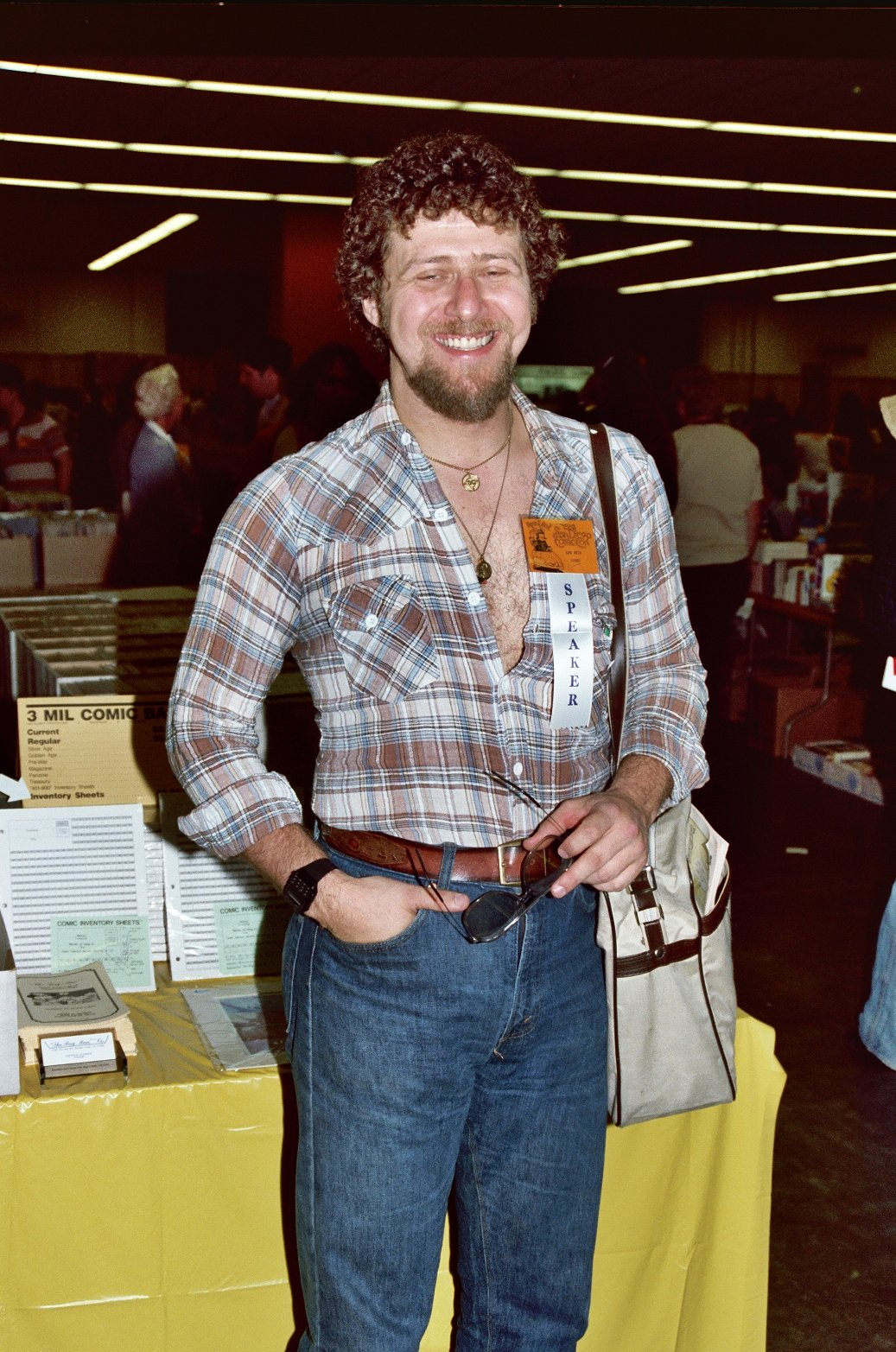
Len Wein, le créateur des nouveaux X-Men.

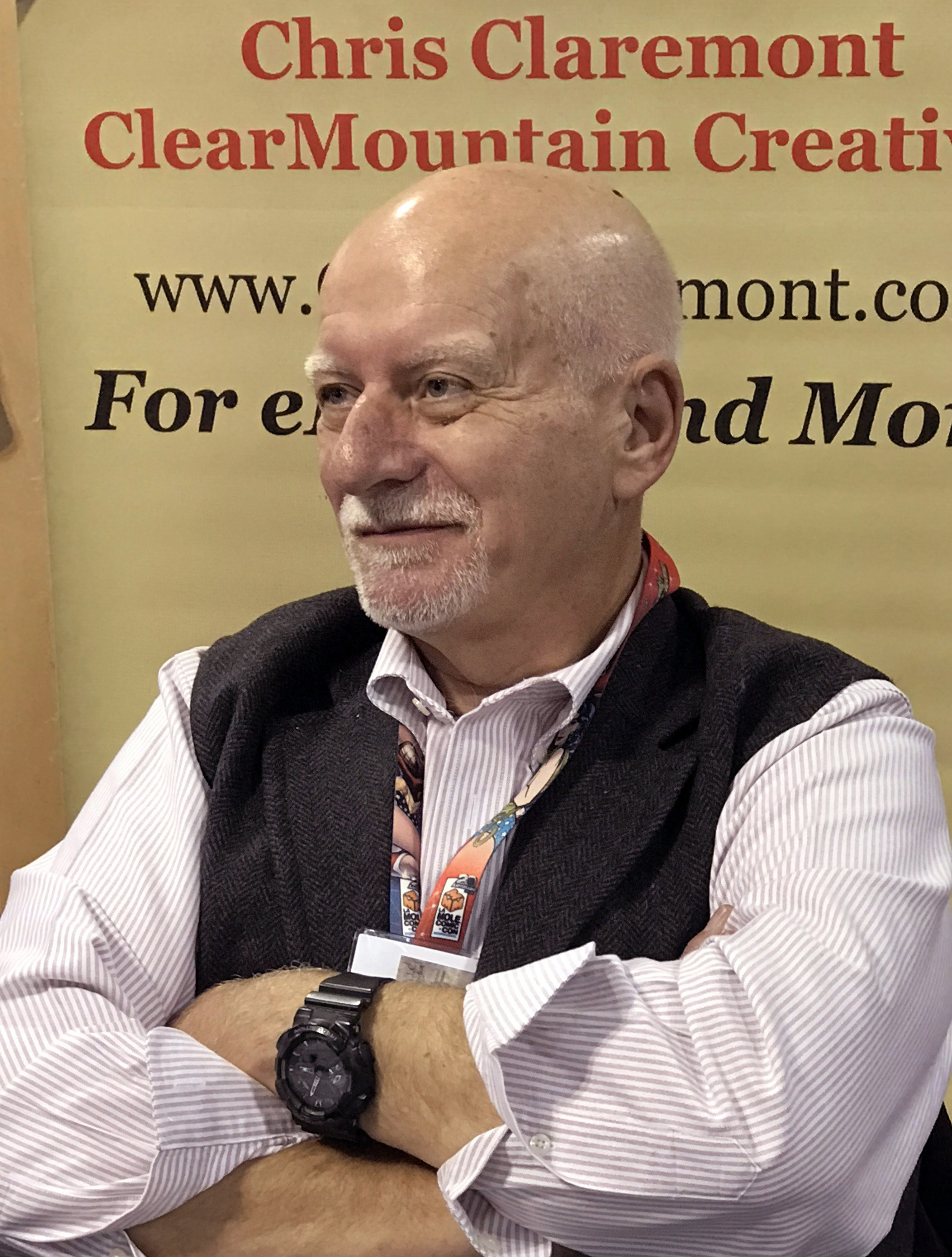
Le scénariste Chris Claremont.

En 1974, Arthur Landau, président de Marvel, voyant la baisse continue des ventes de comics et celle des revenus qu'ils produisent, suggère de créer une équipe de super-héros dont chaque membre viendrait d'un pays où Marvel distribue ses comics. Le but est alors de développer les ventes à l'international et le fait de voir un personnage de son pays devait encourager les achats.
Roy Thomas, peu avant son départ du rôle d'éditeur en chef, confie le travail à Gary Friedrich et Dave Cockrum et demande que des X-men soient repris dans cette équipe. Dave Cockrum reprend en partie des personnages qu'il avait créés, comme Tornade inspirée par deux de ses créations : Black Cat, pour l'apparence physique et Typhoon pour les pouvoirs sur le temps.
Après le départ de Thomas, Len Wein est nommé éditeur en chef et hérite du projet. Len Wein, quant à lui reprend le personnage de Serval apparu pour la première fois dans un épisode de Hulk. Il met en place l'équipe des nouveaux X-men, aidé par Chris Claremont (non crédité) qui est éditeur assistant, et écrit la première aventure de ce groupe dans le Giant-Size X-Men #1. Cette première aventure met les mutants aux prises avec une île vivante et radioactive nommée Krakoa. Cette nouvelle génération de X-men remplace la précédente à partir du numéro 94, écrit par Claremont qui restera le scénariste de la série pendant seize ans.
Entre-temps, l'idée originale de Landau a été oubliée et il n'est plus question d'atteindre le lectorat européen et asiatique par la présence de héros venant de pays où les comics de Marvel sont distribués. Feu du soleil, le Japonais, quitte l'équipe, Colossus et Tornade viennent de pays où Marvel n'est pas présent.
Cette série est pourtant un succès important pour Marvel. L'une des raisons invoquées est la diversité de ses membres, alors que dans l'équipe originelle tous étaient des WASP. Cette diversité permet de mieux revenir à l'idée de base des mutants, à savoir un groupe qui est rejeté pour ce qu'il est. Le thème essentiel de l'exclusion est ainsi mis en avant. De plus le travail du dessinateur John Byrne qui succède à Cockrum à partir du numéro 108 est aussi important pour l'attrait de la série.
Le groupe accueille donc les membres suivants :
| Nom de Code             | Vrai nom                   | Pouvoirs |
| ----------------------- | -------------------------- | --- |
| Le Hurleur (Banshee)    | Sean Cassidy               | Irlandais au cri destructeur                                                                                          |
| Colossus                | Piotr « Peter » Raspoutine | Russe, change son corps en métal                                                                                      |
| Diablo (Nightcrawler)   | Kurt Wagner                | Allemand, grande agilité, téléportation, il a la peau bleue, une queue et des crocs                                   |
| Feu du soleil (Sunfire) | Shiro Yoshida              | Japonais maîtrisant des flammes                                                                                       |
| Tornade (Storm)         | Ororo Munroe               | Americano-kenyane, maîtrise les éléments                                                                              |
| Épervier (Thunderbird)  | John Proudstar             | Guerrier Apache doté d'une force et une vitesse exceptionnelles                                                       |
| Serval (Wolverine)      | James Howlett (Logan)      | Canadien doté d'hyper-sens et d'un facteur auto-guérisseur, avec un squelette et des griffes recouvertes d'adamantium |

Serval (Wolverine en version originale), aussi appelé « Logan » dans la série, est un ancien agent du gouvernement canadien qui possède un pouvoir de régénération accélérée et des sens hyper-développés. Son squelette et ses griffes rétractables, greffés, sont recouvertes d'adamantium pour en faire un homme indestructible. Le passé de Logan reste mystérieux, même pour lui : en effet, des chercheurs de la CIA ont manipulé sa mémoire. Son facteur auto-guérisseur retarde également beaucoup son vieillissement : à l'époque, personne ne sait quel âge il peut avoir.
Rapidement, l'équipe perd plusieurs éléments : Feu du Soleil (que les auteurs font partir), Épervier (qui est le premier X-Man à mourir). Havok, Marvel Girl, Angel, Iceberg, Polaris, membres de la première équipe, excepté Cyclope, se détachent également des X-Men - même s'ils interviennent parfois dans les histoires. Chris Claremont devient seul scénariste à partir du #97 ; Dave Cockrum reste au dessin. L'une des plus importantes histoires créées par ces auteurs est la « Saga de Phénix » dans laquelle Jean Grey devient le Phénix  et entraîne l'équipe dans des aventures intergalactiques. Ils rencontrent la race extraterrestre Shi'ar et son impératrice Lilandra, qui tombe amoureuse du professeur Xavier et intervient ensuite de façon récurrente dans la série. Apparaissent également 

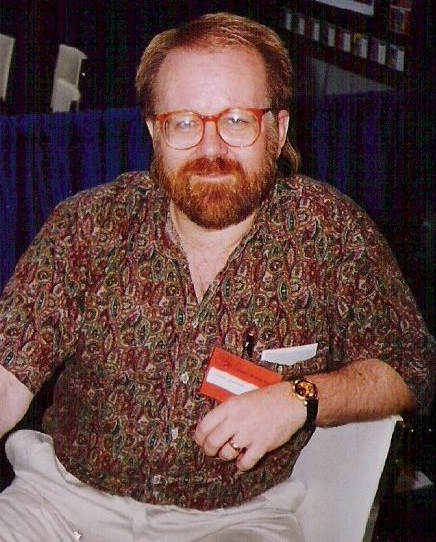
John Byrne, dessinateur des X-Men.

En 1978, John Byrne succède à Cockrum. Son travail permet aux X-Men de rencontrer un succès immense. À la suite d'une confrontation avec Magnéto, le professeur Xavier, le Fauve et Jean Grey croient les X-Men morts, et il s'écoule un an avant que les personnages ne se retrouvent. Byrne invente également des aventures canadiennes où les X-Men rencontrent un groupe de super-héros canadiens (la Division Alpha). Wolverine devient alors le personnage le plus populaire auprès du public et des aventures centrées sur le personnage sont régulièrement créées entre 1980 et 1984. C'est à cette époque qu'il tombe amoureux d'une aristocrate japonaise, Mariko Yashida .
Cette période voit également l'introduction d'adversaires aussi formidables que Black Tom Cassidy, Proteus, Arcade, le Roi d'Ombre, Garokk et Zaladane (en).

#### La saga du Phénix (1980)
Chris Claremont et John Byrne lancent les X-Men dans de nombreuses situations désespérées afin de révéler les personnalités des héros. Ainsi, la Saga du Phénix Noir (en) (The Dark Phoenix Saga) permet à un groupe aristocratique nommé le Club des Damnés (Hellfire Club), grâce au vilain le Cerveau, de dominer Jean Grey, alias Phénix. Mais la manipulation échoue et libère le côté sombre de Phénix, qui en vient à déchaîner sa colère et sa puissance jusqu'à détruire totalement une planète et les milliards d'habitants qui y vivent paisiblement. Les autres X-Men tentent de lui faire reprendre la maîtrise d'elle-même et croient y être parvenus. Ils s'engagent alors dans un duel d'honneur contre la garde impériale Shi'ar de Lilandra, qui veut juger Phénix pour le génocide du peuple disparu. S'ils perdent, Phénix doit mourir car elle est considérée comme une menace majeure pour toutes les planètes et civilisations connues.
Lorsque Cyclope est blessé durant le duel, Phénix laisse une nouvelle fois la place au Phénix Noir. Ne supportant pas de voir son compagnon blessé, elle ne peut plus maîtriser sa puissance. Le Professeur Xavier ordonne aux X-Men de tuer leur équipière avant qu'elle ne détruise d'autres planètes. Cependant, dans un sursaut de conscience et en constatant que plus personne ne peut l’arrêter, Jean Grey préfère se suicider avant qu'il ne soit trop tard. Cyclope décide ensuite de quitter l'équipe, qu'il finira par retrouver quelque temps après, Tornade assurant l'intérim de leader des X-Men.
Cette longue saga sur le déclin et la chute de Phénix, écrite par Claremont et Byrne, est considérée comme une des meilleures histoires de comics des années 1970. À cette occasion la série est empreinte d'une maturité rarement atteinte par un comics, les personnages majeurs des séries ne mourant que très rarement ; c'est d’ailleurs la première fois qu'un super-héros se suicidait.
La mort de Jean Grey fut un choc pour les lecteurs. En effet, à l'époque, il n'y avait eu dans l'univers Marvel que deux morts aussi marquantes : Gwen Stacy (en juin 1973), la fiancée de Peter Parker, alias Spider-Man, et celle de Bucky Barnes (en 1968), le partenaire de Captain America.
La saga du Phénix Noir est la trame de fond des films X-Men : L'Affrontement final (2006) et X-Men: Dark Phoenix (2019).

### Années 1980

Logo de la série The Uncanny X-Men à partir de X-Men #114. Les couleurs varient d'un numéro à l'autre.

Dans les années 1980, les X-Men sont modifiés, accueillant et perdant des membres régulièrement :
- Shadowcat (en version française Étincelle, Ariel, puis Shadowcat dans les dernières éditions) : Katherine « Kitty » Pryde est une jeune fille qui peut se dématérialiser, et par exemple, tel un fantôme, traverser les murs. Elle rejoint les X-Men après la mort de Phénix, première étudiante accueillie à l'école depuis la première équipe[40].
- Rogue (en VF Malicia) qui possède le don d'absorber les pouvoirs et la psyché des personnes qu'elle touche. C'est une ancienne ennemie des X-Men, autrefois membre de la Confrérie des mauvais mutants[41].
- Phoenix II (Rachel Summers), la fille de Jean Grey et Scott Summers, venue d'un futur alternatif (« Days of Future Past ») et dotée des mêmes pouvoirs que sa mère[42].
- Magneto (appelé « Magnus » par Charles Xavier) : Erik Lensherr maîtrise le magnétisme et était l'ennemi juré des X-Men. Il dirige pourtant temporairement l'école de Xavier mais la quitte lorsqu'il ne peut empêcher la mort d'un élève, et retourne du côté du Mal[43].
- Psylocke : Elizabeth « Betsy » Braddock est une ancienne mannequin britannique, « femme fatale » et télépathe, la sœur de Captain Britain[44].
- Dazzler : Alison Blair, chanteuse disco, peut transformer le son en lumière et en énergie. Déjà croisée lors des heurts avec le Club des damnés, et précédemment héroïne de ses propres aventures, elle intègre l'équipe quelques années plus tard[45].
- Longshot est un extraterrestre humanoïde, une star de la télévision dans son monde, qui maîtrise la chance et peut retourner les situations de façon extraordinaire[46].

Les autres membres de l'équipe originelle interviennent de temps à autre.

#### Days of Future Past
En 1981, Claremont et Byrne écrivent l'histoire Days of Future Past (en VF, « Futur antérieur »). Dans un futur proche et dystopique (Terre-811) en 2013, les États-Unis se retrouvent sous la coupe des robots Sentinelles, construits par Bolivar Trask avec le soutien du gouvernement américain pour débusquer les mutants.
Plusieurs X-Men, ainsi que la majorité des autres super-héros non mutants de l'univers Marvel, sont tués par les robots qui ont pris le pouvoir dans le pays et qui menacent d'envahir le Canada, et par la suite le reste du monde. Les super-héros survivants sont enfermés dans un camp de concentration à New York, leurs pouvoirs étant annihilés et les humains normaux les rejetant. Ils sont condamnés à s'éteindre peu à peu. Les auteurs vont jusqu'au bout de la logique sécuritaire des humains normaux : s'armer pour détruire les mutants et ne pas risquer de perdre le pouvoir. Cette vision pessimiste et intolérante de l'humanité est une constante dans l'histoire de la série.
Tornade, Wolverine, Magnéto, Rachel Summers, Franklin Richards, Katherine « Kate » Pride (la version future de Kitty Pride) et Colossus se trouvent parmi les survivants. Ils se rendent compte que la seule façon de vaincre les Sentinelles et de changer ce monde est d'éviter qu'il ne vienne à l'existence ; ils mettent alors en marche un plan pour transporter l'esprit de Kate dans le passé. Arrivée dans le passé, elle apprend aux X-Men de cette époque que la cause directe de la haine anti-mutante de son temps est le meurtre du sénateur Kelly par la Confrérie des Mauvais Mutants dirigée par Mystique. Les X-Men essayent alors d'empêcher ce meurtre.
Au cours de l'histoire, le point de vue alterne entre les deux trames temporelles, celle du passé et celle du futur.
La trame de fond a été reprise dans le film X-Men: Days of Future Past (2014) de Bryan Singer.

#### God Loves, Man Kills

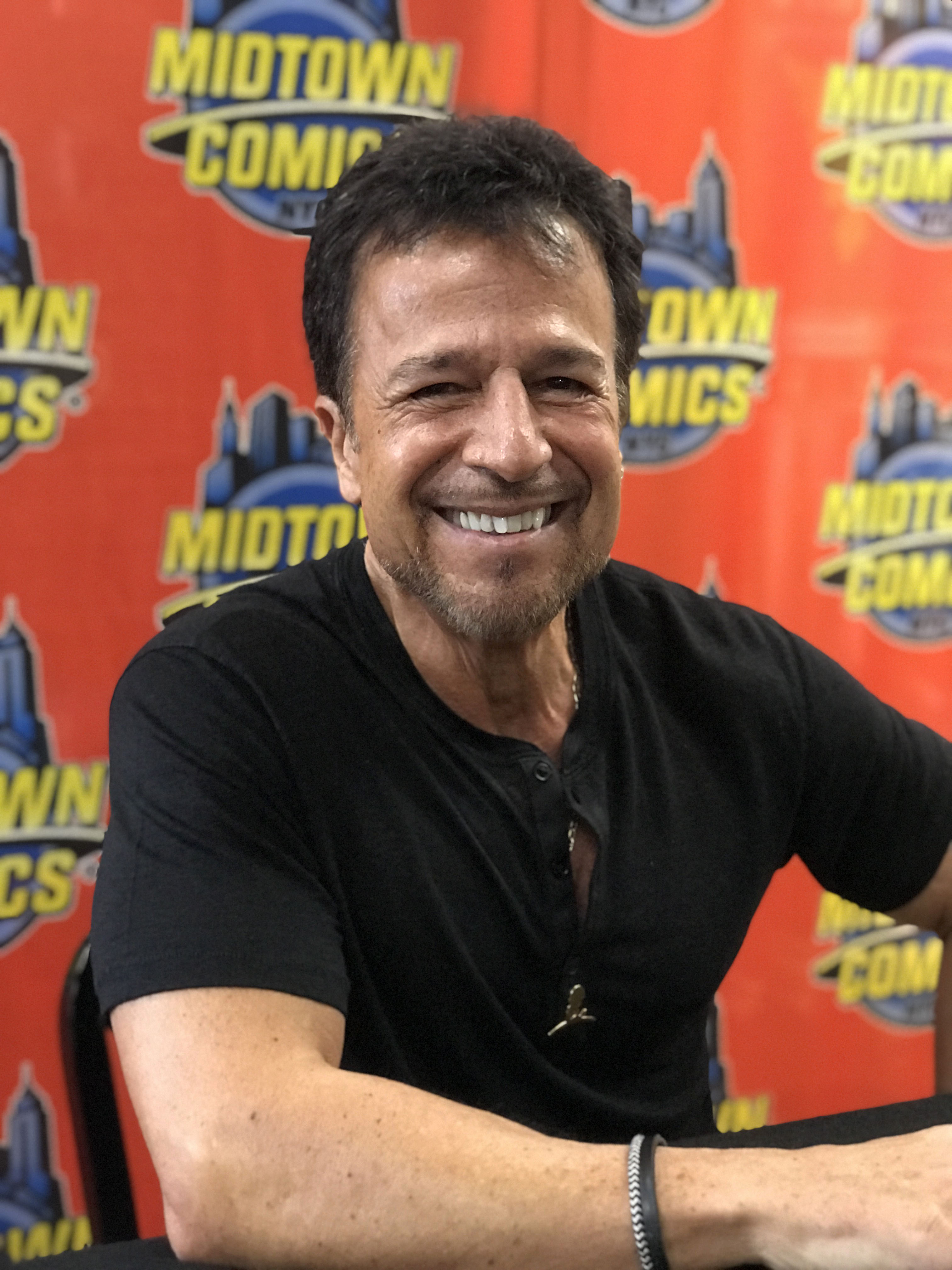
Le dessinateur John Romita Jr.

En 1982, Claremont est associé à Brent Anderson pour God Loves, Man Kills (en VF, « Dieu crée, l'homme détruit ») dans lequel le révérend William Stryker lance une croisade anti-mutants, capture le Professeur X pour le manipuler et attaquer l'esprit des mutants. Les X-Men s'allient à leur ennemi Magnéto pour combattre Stryker. Cette histoire est un parfait exemple de la métaphore raciale de la série de Comics des X-Men. Plus de vingt ans plus tard, elle a inspiré le film X-Men 2.

#### Les X-Men deviennent une franchise (1983-1987)
Par la suite, Claremont travaille avec d'autres dessinateurs, comme Paul Smith ou John Romita Junior. Au début des années 1980, le groupe de mutants marginaux nommé Morlocks, qui vivent dans les égouts de New York pour échapper aux persécutions, apparaît. Tornade est confrontée à la perte temporaire de ses pouvoirs, elle arrache Angel aux Morlocks après avoir vaincu Callisto, leur leader. Elle ne manque pas de proposer aux différents membres de cette communauté d'intégrer l'institut Xavier mais ils refusent. Cyclope démarre sa relation avec Madelyne Pryor, qui est en réalité un clone de Jean Grey.
Deux des plus grands adversaires des X-Men, Apocalypse et Sinistre (Mister Sinistre) furent introduits, avec les extra-terrestres Broods, Mojo (en) et Spirale (en). La tenace adversaire de Wolverine, Lady Deathstrike, n'était que l'une des membres d'un groupe de super-vilains qu'on appelait les Reavers. Donald Pierce prit les commandes des Reavers durant sa séparation d'avec le Club des Damnés.
En 1986, Mutant Massacre (en) permet d'introduire les Maraudeurs, un groupe de mutants meurtriers qui attaquent les Morlocks et blessent certains X-Men venus les défendre. Mister Sinistre en est le leader et prend place comme un personnage central de plusieurs aventures.
Pendant la bataille avec les Maraudeurs, Colossus, Étincelle et Diablo sont grièvement blessés et sont rapatriés sur l'île de Muir avec la plupart des survivants Morlocks. C'est durant cet arc narratif qu'Angel, gravement blessé, perd ses ailes, que Colossus tue Riptide dans un moment de folie, et que le super-vilain Dents-de-sabre réapparaît (il était déjà apparu dans la série Iron Fist de Claremont et Byrne). Les auteurs font alors de Dents de sabre un adversaire personnel de Wolverine, avec l'idée que leurs passés sont liés. La deuxième époque se termine par le mariage de Scott et Madelyne.
La popularité grandissante des X-Men et le développement de l'activité de Marvel Comics conduisent la société à créer des séries dérivées :
- en 1983, la série New Mutants (1983–1991, 100 numéros) sur les Nouveaux Mutants, un groupe de jeunes mutants recrutés à l'académie de Xavier ;
- en 1986, la série X-Factor (1986–2013, 214 numéros) sur l'équipe Facteur-X, formée au départ des cinq premiers X-Men après la découverte de Jean Grey ressuscitée. Ce groupe prétend traquer les mutants alors qu'il cherche en fait à les sauver.
- en 1988, une série Wolverine (1988–2013, Volume 2, 212 numéros) sur les aventures en solo de Wolverine que ce dernier fait de manière régulière, bien qu'il eût déjà bénéficié d'une publication solo dès 1982 (Je suis Wolverine) ;
- en 1988, une série sur l'équipe Excalibur (1988–1998, 126 numéros) avec Phénix II (Rachel Summers) Diablo, Étincelle/Shadowcat, Captain Britain et Meggan, équipe créée après Mutant Massacre.
- en 1991, la série X-Force (1991–2002, 130 numéros) sur l'équipe de mutants hors-la-loi dirigée et entraînée initialement par Cable[59].

Les X-Men deviennent alors une « franchise » lucrative pour Marvel. Ce foisonnement de personnages et d'histoires, souvent entremêlées, rend la série plus complexe et par moments difficile à suivre.
En 1986, une controverse importante a lieu quand les auteurs exilent le professeur Xavier au fond de l'espace (pour être soigné de ses blessures), le remplaçant par son ennemi Magnéto aux commandes de l'académie et de l'équipe. À ce titre, Magnéto est responsable des Nouveaux Mutants et devient un allié des X-Men.

#### Fall of the MutantsetInferno

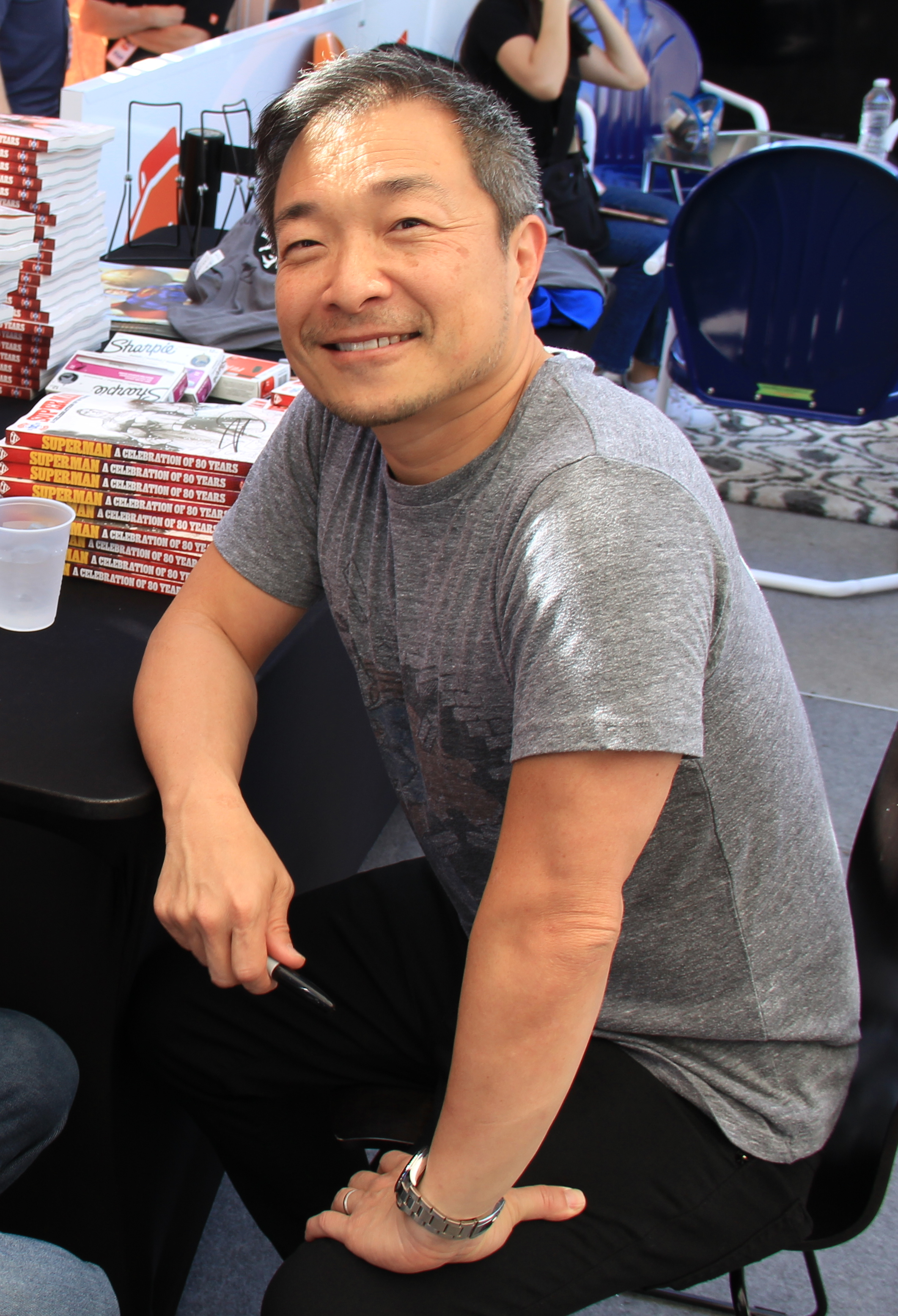
Le dessinateur Jim Lee.

En 1988, Fall of the Mutants décrit la mort des X-Men à Dallas, devant les caméras de télévision, et leur résurrection pour combattre un démon nommé l'Adversaire. L'équipe est alors temporairement localisée en Australie.
Lors de cette époque australienne, les Reavers (des mercenaires cyborgs) combattent les X-Men. Ils découvriront ensuite pour la première fois l'île de Genosha et son gouvernement asservissant les mutants. Dans l'arc narratif Inferno, on apprend que Madelyne Pryor (séparée de Scott Summers, parti à la recherche de Jean Grey ressuscitée) est en fait un clone de Jean Grey créé par Mister Sinister, et elle est séduite par le démon N'astirh. Les X-Men et X-Factor combattent alors Pryor devenue la Goblin Queen (la Reine Démon en VF), ainsi que les démons avec qui elle s'est alliée. Puis l'époque australienne s'achève avec les morts présumées de Tornade et de Malicia, ainsi que la première mort d'Illyana Raspoutine, la sœur de Colossus (à la fin d’Inferno). Claremont saisit ici l'occasion de faire sortir du groupe Dazzler et Longshot (officiellement pour élever leur enfant dans le monde de Longshot). Comme bien d'autres personnages de la série, on les voit rarement par la suite.
Les X-Men ont franchi le Seuil du Péril pour commencer une nouvelle vie. Colossus entame ainsi une carrière d'artiste sous le nom de Peter Nicholas. Psylocke se transforme en ninja. Tornade redevient une petite fille. Quant à Havok, on perd totalement sa trace. Avec le temps, l'équipe finit par se recomposer. Wolverine s'associe à la jeune Jubilé et, ensemble, ils s'allient à Psylocke. Tornade se lie d'amitié avec Gambit et ils intègrent l'Institut ou ils retrouvent les Nouveaux Mutants et leur chef, Cable.
De 1987 à 1990, Marc Silvestri illustre Uncanny X-Men. Il est ensuite remplacé par un jeune artiste nommé Jim Lee, devenu l'un des plus populaires illustrateurs de la série.
De retour à Salem Center, les X-Men furent téléportés dans l'espace par Lila Cheney, sur ordre de Deathbird. Cette dernière leur ordonna de tuer Charles Xavier, ce qu'ils refusèrent évidemment de faire. Mais après être venus au secours de leur mentor, ils comprirent que ce dernier était en fait un Warskrull qui se servait de l'influence de Xavier sur Lilandra pour tenter de conquérir l'Empire Shi'Ar. Avec l'aide des Starjammers et de Deathbird, ils vainquirent les Warskrulls et retrouvèrent leur mentor qu'ils ramenèrent sur Terre.

### Années 1990

Logo de la série de comic books X-Men (1991).

En 1990, « The X-tinction Agenda » permet aux X-Men de se reformer en retournant à Genosha, avec l'apparition de deux nouveaux membres : Jubilé, qui peut lancer du plasma par ses doigts et Gambit, un cadien lanceur de cartes à jouer, véritables mini-bombes qu'il charge d'énergie kinésique.
Apocalypse infecte Nathan, le fils de Cyclope, d'un virus techno-organique mortel. Pour sauver la vie du bébé, Scott doit l'envoyer dans un lointain futur. Là, Nathan grandit et devient Cable qui retourne sur Terre à l'époque des X-Men et transforme les Nouveaux Mutants en X-Force sous l'impulsion du dessinateur Rob Liefeld. Le nouveau et populaire leader de l'équipe obtient lui aussi sa propre série, Cable. Sous sa direction, X-Force a pris ses distances vis-à-vis du rêve de réunification des X-Men et ont accueilli des membres plus violents. Leur ennemi le plus dangereux est Stryfe, le chef du Front de Libération des Mutants. Stryfe s'est entouré des anciens Nouveaux Mutants Rusty et Skids, a perpétré des actes de terrorisme génétique, a combattu X-Factor et a envoyé le FLM voler un ancien artefact lié à Apocalypse. Bien que Stryfe et Cable s'affrontent depuis fort longtemps, ce n'est que dernièrement que Cable a découvert une vérité choquante : derrière son masque, Stryfe a le même visage et les mêmes pouvoirs télékinétiques que lui car c'est son clone.
Après le retour des X-Men dans la ville de Westchester et le retour sur Terre du Professeur X au début de 1991, Marvel bouleverse ses équipes de super-héros. Les anciens X-Men abandonnent X-Factor pour retrouver leur équipe initiale, certains totalement transformés (le Fauve est à nouveau affublé d'une fourrure bleue comme il l'était de 1972 à 1986, Angel, désormais nommé Archangel est doté d'une peau bleue et d'ailes de métal). Havok, Polaris, Félina et l'ancien garde du corps de la star du rock Lila Cheney, Malabar, forment un nouveau X-Factor mit en place par le gouvernement américain mais ses membres rechignent à traquer d'autres mutants. 
Genosha est ravagée par une guerre opposant les humains et leurs anciens esclaves mutés et une nouvelle force politique émerge : les Amis de l'Humanité dont le leader, Graydon Creed , aurait pu devenir président des États-Unis s'il ne s'était pas fait assassiner.
Marvel lance une deuxième série X-Men simplement nommée X-Men. Écrite par Claremont et illustrée par Lee, la nouvelle série suit « l'équipe Bleue » (le Fauve, Psylocke, Malicia, Gambit, Cyclope et Wolverine). Les ventes du premier numéro dépassent les sept millions d'exemplaires, établissant un nouveau record pour la BD américaine. Uncanny X-Men, écrite par Claremont et illustrée par Whilce Portacio, suit « l'équipe Or » (Colossus, Iceberg, Archangel, Jean Grey, Tornade, et le nouveau venu Bishop). Les deux couleurs viennent des couleurs prépondérantes des uniformes des X-Men. Bishop, dernier arrivé, vient d'un futur similaire à Days of Future Past, où un traître dans les rangs des X-Men avait provoqué la mort de ses coéquipiers. L'identité du traître deviendra un des mystères les plus obsédants de la série dans les années qui suivirent. Le Professeur X, Banshee et Jubilee restent X-Men, mais ne participent quasiment pas aux combats.
Cyclope s'est épris de Psylocke au détriment de Jean, Forge a retiré sa demande en mariage à Tornade et quitté l'équipe, Bella Donna, l'ex-femme de Gambit, a refait surface avant de trouver la mort. Le frère de Colossus, Mikhail, s'est suicidé et la fiancée de Wolverine, Mariko Yashida, a été empoisonnée, obligeant Logan à abréger ses souffrances.
Le talent de Lee et Portacio et la nouvelle organisation des X-Men permettent aux publications de Marvel de battre des records de vente et contribuent à populariser ces comics dans le monde entier. Scott Summers et Jean Grey finissent par se marier lors d'une journée de fêtes où l'idéal de Xavier semble être enfin devenu réalité.
Malgré le succès, quelques frictions dans l'équipe de création des X-Men entraînent le départ de Claremont après seulement trois numéros de X-Men. Les désaccords avec Marvel et Lee ont raison d'une collaboration de quinze années du scénariste pour la série des X-Men. Chris Claremont, déjà vexé que Barry Windsor-Smith ait raconté les origines de Wolverine dans le Graphic Novel Weapon X, s'oppose au fill-in proposé pour les numéros 4 à 7 de X-Men, qui revient sur les liens qui unissaient Wolverine et Dents de Sabre dans le passé. De nombreux scénaristes prendront sa succession sur les deux séries X-Men, parmi lesquels Fabian Nicieza, Scott Lobdell, Mark Waid, Steven Seagle et Joe Kelly.

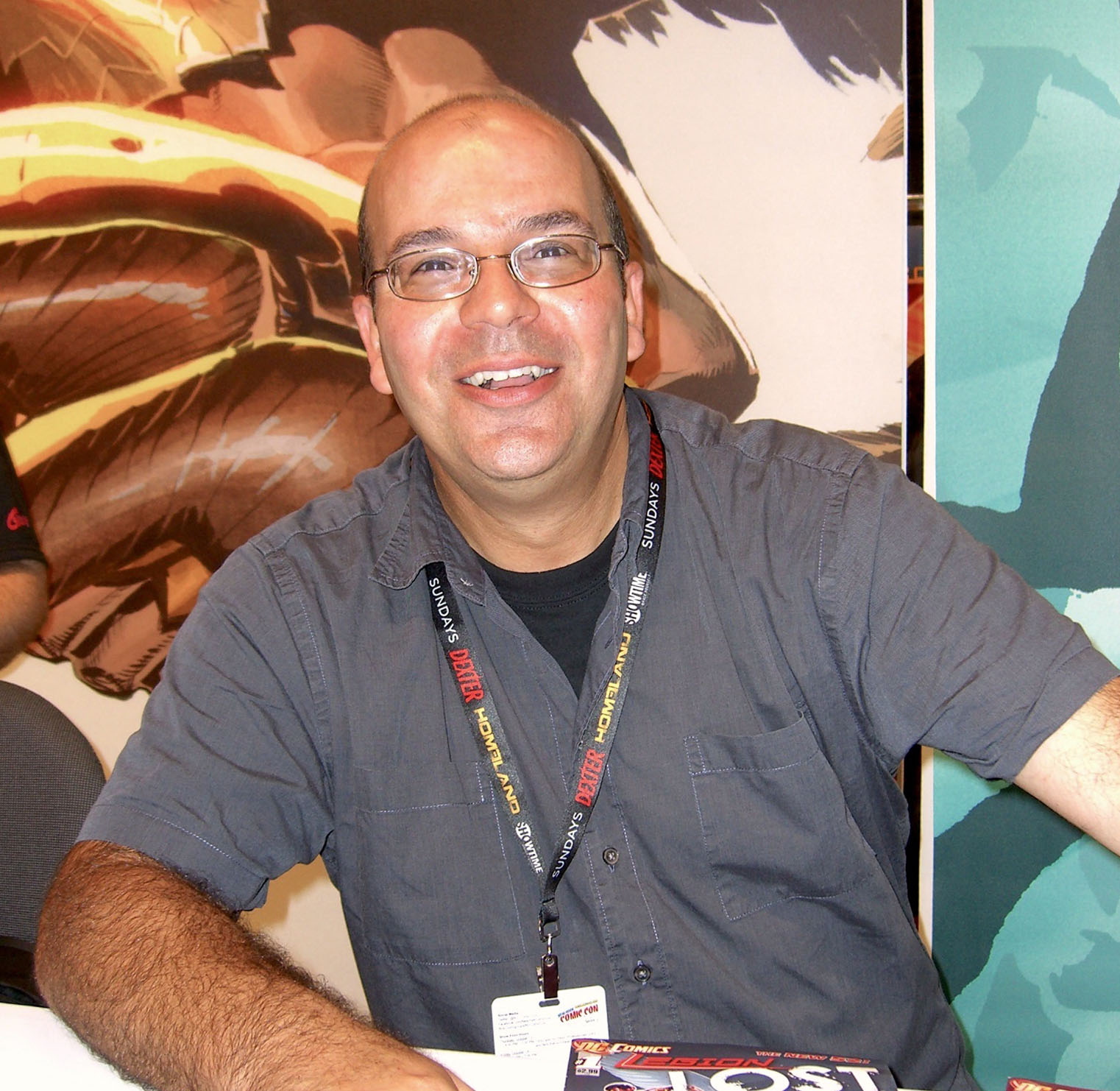
Le scénariste Fabian Nicieza.

Quelques mois plus tard, Liefield et Lee quittent également Marvel avec d'autres artistes populaires comme Silvestri et Portacio pour créer Image Comics.
Cela n'empêche pas la popularité des X-Men de continuer à grandir, grâce notamment au dessin animé tiré de la série produit par la Fox pour la télévision en 1992. Pendant ce temps, Uncanny X-Men est pris en main par Scott Lobdell et Joe Madureira à partir de 1994, dont le style « manga » des dessins aide à donner un nouveau souffle à la série au Japon. X-Men continue avec Fabian Nicieza au scénario et Andy Kubert pour le dessin.

#### X-Cutioner's Song(1992)
En 1992, sort X-Cutioner's Song (en) (en VF, « Le Chant du bourreau »). Lors d'un concert de la mutante Lila Cheney, le Professeur X est abattu, apparemment par Cable, avec une balle infectée par une souche d'un virus techno-organique. On saura plus tard que le vrai coupable est Stryfe, le clone génétique de Cable (Nathan Christopher Summers), fils de Cyclope et de Madelyne Pryor, capturé lorsqu'il était enfant par les agents d'Apocalypse.
Stryfe vient du futur, ayant suivi Cable pour se venger des mauvais traitements d'Apocalypse ; il kidnappe Jean Grey et Cyclope (ceux qu'il pense être ses parents) pour l'avoir abandonné (sacrifié) et laissé à la merci d'Apocalypse. Comme la plupart des autres protagonistes, Stryfe ignore qu'il n'est qu'un clone de Cable et Cable ignore qu'il est le vrai Nathan Christopher Summers. Après avoir été poignardé par Stryfe, Apocalypse se réfugie auprès des X-Men et s'allie avec eux pour guérir Xavier de l'attentat. La bataille finale entre Cable et Stryfe ne se fait pas attendre, sur la lune ils tombent à travers un vortex temporel, à l'aide d'une machine de Cable créée à partir de morceaux de son bras. Cable a survécu, tandis que le corps de Stryfe aurait été anéanti.
Le virus Legacy (en français : « héritage ») que Stryfe a fourni à Mr Sinistre en échange de ses deux « parents » est alors libéré. Il a été conçu pour tuer dans un premier temps les Homo superior, en exacerbant leurs pouvoirs. La sœur de Colossus, Illyana Rasputin, le Cerveau et Pyro en sont les premières victimes. La mort d'Illyana occasionnera à son frère une longue dépression, et déclenchera son départ des X-Men pour les Acolytes de Magneto. Apocalypse est apparemment tué (cette fois par ses agents, les Dark Riders, qui l'abandonnèrent pour suivre Stryfe, car Apocalypse était considéré comme étant trop faible pour pouvoir survivre).

#### Fatal Attractions(1993)
Avec Fatal Attractions, Magnéto s'empare du vaisseau de Cable et le transforme en Avalon, le paradis des mutants. Colossus trahit Charles Xavier et rejoint Magnéto.
Le gouvernement américain tente de l'exclure de la Terre en mettant en place un réseau de satellites qui priveraient le mutant de ses pouvoirs sur Terre. Dans un accès de rage, Magnéto détruit le champ électrique de ces satellites, confrontant le globe terrestre à une IEM de très forte intensité. Cable essaye de reprendre « Graymalkin » (son vaisseau), mais Magnéto le laisse au bord de la mort en lui arrachant toutes ses parties métalliques.
Charles Xavier lance alors une attaque sur Avalon. Pendant la bataille, alors que Wolverine l'attaque sauvagement, Magnéto utilise ses pouvoirs magnétiques pour détacher l'adamantium de son corps et démontre que ses griffes font en réalité partie de son squelette. Le choc immense surcharge le pouvoir auto-guérisseur de Wolverine, qui n'est pas loin d'en mourir. Furieux, Xavier attaque télépathiquement Magnéto et le met en état catatonique, absorbant sans le savoir son côté sombre. C'est la première fois qu'on voit Xavier craquer et perdre son sang-froid.
Les émotions négatives de Magnéto se mélangent avec les envies réprimées de Xavier, formant plus tard une entité psionique puissante, pour le moment à l'état dormant, Onslaught. Logan quitte le groupe de mutants.

#### Bloodties(1993)
Immédiatement après Fatal Attractions, une guerre civile éclate à Genosha, une île située au large de la côte Est de l'Afrique, entre les sapiens et les mutants incités par Fabian Cortez, ancien protégé de Magneto et ex-chef des Acolytes. Ignorant l'état catatonique de ce dernier, il kidnappe sa petite-fille Luna, pour se protéger et l'utiliser comme monnaie d'échange contre sa vie. La mère de Luna, Crystal étant un membre des Vengeurs, et son père Vif-Argent s'étant allié aux X-Men, les deux équipes doivent coopérer pour l'arrêter. La situation se complique encore quand un nouvel Acolyte, Exodus, veut tuer Cortez pour avoir trahi Magneto, et Luna pour avoir « humilié » son grand-père en étant née humaine.

#### Phalanx Covenant(1994)
Plusieurs scientifiques croient avoir trouvé la solution au problème mutant : ils ont découvert un virus (le transmodal) qui transforme la matière organique en information technologique. Ils pensent que ce virus permet à l'homme d'atteindre un niveau d'évolution capable de compenser les mutations, sans se rendre compte que ce virus permet à une race d'extraterrestres (les Phalanx) d'utiliser les humains pour s'implanter sur Terre.
Les Phalanx sont capables de compenser les pouvoirs d'un mutant, mais pas de les contaminer. Le quartier général des X-Men est insidieusement envahi, et tous les membres de l'équipe sont faits prisonniers, excepté le Hurleur et Jubilé qui libèrent la Reine Blanche et Dents-de-sabre afin de s'opposer à cette invasion. Durant leur recherche des jeunes mutants menacés par la Phalanx, une jeune femme psychokinètique, Blink, doit se sacrifier pour sauver ses camarades : les conséquences de ce combat seront la création de Génération X, dirigée par le Hurleur et la Reine Blanche sous l'égide de Xavier, en remplacement de l'ancienne école de Frost.
Pendant ce temps, les équipes de Facteur-X, X-Force et Excalibur se regroupent, afin d'élaborer une stratégie pour limiter l'expansion des Phalanx. Douglock, membre d'Excalibur et anciennement Phalanx, les conduit à la « nursery » et permet à Forge de les neutraliser. Enfin, Cyclope, Jean Grey, Wolverine et Cable mettent le point final à l'invasion, en sauvant les X-Men kidnappés.

#### Legion QuestetL'Ère d'Apocalypse(1995-1996)
Quand Légion, le fils de Charles Xavier et Gabrielle Haller, voyage dans le passé pour tuer Erick Lensherr, avant que celui-ci ne devienne Magnéto, le Xavier du passé (alors ami de Erick) se sacrifie pour le sauver, provoquant un paradoxe du grand-père : si Xavier est mort, Légion ne peut exister et si Légion n'existe pas, il ne tuerait pas Xavier.
Les conséquences de ce paradoxe entraînent une fissure dans la réalité et dans le temps : l'histoire de l'univers Marvel est complètement modifiée, et Apocalypse prend la domination de l'Amérique. Seul Bishop, déjà en transition temporelle reste ancré à la nouvelle réalité tout en se souvenant de l'histoire « normale ».
Les mutants sont alors répartis en deux camps : ceux qui œuvrent pour Apocalypse et ses féaux (Sinistre, Mikhail Raspoutine, Cyclope…), et ceux qui se rangent aux côtés de Magnéto et de ses X-Men (Forge, Gambit, Mystique…) pour contrer « selon l'idéal de Xavier » la dictature d'Apocalypse.
Grâce à l'aide de Bishop, la réalité recouvre ses droits. Seuls quatre personnages peuvent s'échapper de leur monde condamné, et se retrouver dans la réalité : X-Man, Holocauste, Dark Beast et Sugar Man (en).

#### Onslaught(1996)
Lors de ce « méga-cross-over », l'identité du traître est enfin révélée : il s'agit de Charles Xavier. Celui-ci, sous la forme d'Onslaught, se réveille finalement dans son esprit et décide de réaliser ses rêves : exterminer les sapiens ainsi que les mutants. Il tente de rallier à lui les X-Men, mais devant leur refus, il les neutralise. Bishop réussit alors à leur sauver la vie, accomplissant là la mission qu'il s'était donnée.
Onslaught kidnappe Franklin Richards et X-Man pour recréer le monde de l’Ère d'Apocalypse. Mais en se rendant compte de la vraie nature de ce monde, il déclare les humains et mutants indignes de vivre. Des alliances inattendues se créent avec les autres personnages Marvel pour le combattre (Apocalypse et Cable, Joseph et Xavier, ou Red Richards et le Docteur Fatalis), avec une association des X-Men avec les Vengeurs, Hulk et les Quatre Fantastiques).
Dans la bataille finale, Onslaught est vaincu par Hulk qui brise son armure. Malheureusement, pour éviter qu'il ne se rende maître d'un autre corps, les super-héros non mutants sont contraints de se sacrifier ; c'est ainsi que la majorité des Vengeurs et les Fantastiques semblent mourir. Une fois ceux-ci sacrifiés, les X-Men font exploser le champ de force à l'intérieur duquel les héros sont morts. Pour le reste du monde, les X-Men sont donc responsables de ces morts. Ils sont considérés comme des meurtriers ; cet événement déclenche une vague de haine envers tous les mutants, bons comme mauvais.
Après les événements d'Onslaught, le professeur Xavier est arrêté. Un reporter du Daily Bugle, qui enquêtait sur Graydon Creed (candidat anti-mutants) se fait tuer en pleine rue. Le père d'Iceberg a lui aussi été attaqué pour avoir osé défendre la cause mutante. Iceberg quitte l'équipe pour s'occuper de son père. Lorsque Creed se fait assassiner, les mutants sont pointés du doigt. Dans le même temps, Trish Tilby, la fiancée du Fauve, révèle publiquement l'existence du virus Legacy. Enragée par la situation, la jeune Morlock Marrow s'en prend à des innocents, mais se voit brutalement stoppée par Tornade. Peu après, les X-Men partent à Hong Kong pour enquêter sur le mystérieux Elixir Vitae, l'antidote tant espéré pour contrer le virus. Avec l'aide de Shang-Chi, ils doivent alors affronter le Caïd ainsi que le Club des damnés.

#### Opération Tolérance Zéro (1997)
Le gouvernement américain disposant cette fois d'un prétexte parfait pour exterminer définitivement les mutants, confie le problème à un agent du SHIELD dénommé Bastion. Bien que celui-ci l'ait ignoré au départ, il était en réalité un robot Sentinelle déguisé en humain. À l'origine, il était le Moule Initial, une immense Sentinelle mise au point par Bolivar Trask. Après que le Moule Initial a été détruit par le Hurleur, un de ses composants fut découvert par Nemrod, une Sentinelle avancée venue du futur. Le programme du Moule Initial infiltra les systèmes de Nemrod pour le reconstruire comme une combinaison des deux robots. Dazzler propulsa cet amalgame dans un portail dimensionnel créé par le Seuil du Péril. Des forces magiques donnèrent alors au robot la forme d'un humain adulte, sans souvenir de ses origines. Néanmoins, il était toujours dirigé par sa programmation originelle: capturer et détruire tous les mutants.
Bastion utilise les « Sentinelles Prime », qui sont en réalité des humains avec des implants robotiques. Bastion retient Charles Xavier sur la base Zero Tolerance, voulant libérer le pouvoir de Onslaught. Il capture Jubilé qui lui donne assez d'informations pour attaquer le Manoir X. Bastion se bat avec Cable et capture Cyclope, Jean Grey, Tornade, Wolverine et Rocket. Finalement, les X-Men sont libérés et la base Zero Tolerance est fermée par le gouvernement. Bastion est emprisonné. Les scientifiques du gouvernement découvrirent vite qu'il était en fait un androide. Bastion s'échappera pour menacer alors toute l'humanité sous le nom de Template.
Quand son corps fut détruit par une explosion, seule la tête de Bastion survécut. Elle fut retrouvée par un individu nommé Mainspring. Ce dernier effaça ses personnalités de Bastion et de Nemrod pour lui donner un nouveau corps. En apprenant qu'il était un robot, Bastion adopta sa véritable forme robotique semblable à celle de Nemrod. Il fut vite démoli lors d'un combat contre Cable et Machine Man.
Des personnages majeurs de la série comme Bishop, Gambit, Jean Grey et Cyclope (qui avaient fini par se marier) sont écartés des X-Men par les auteurs. À la place, une nouvelle équipe est constituée avec Wolverine, Malicia, le Fauve, Tornade et de nouveaux personnages comme Rocket, Marrow, Maggott et Cecilia Reyes.
La croisade de Magneto (1999)
Une mutante nommée Astra avait créé un duplicata génétique de son vieil ami Magnéto, à la différence près qu'il dépassait juste la vingtaine d'années. Astra envoya sa création tuer Magnéto, mais durant leur bataille au Guatemala, Magnéto parvint à l'assommer. Le clone fut découvert, amnésique, par une nonne, la sœur Maria de la Hoya. Un enfant de son orphelinat le baptisa Joseph. Sœur Maria l'envoya aux États-Unis retrouver les X-Men, qui supposèrent qu'il s'agissait de Magneto lui-même, mystérieusement rajeuni. Prets à lui donner une seconde chance, ils l'acceptèrent dans leurs rangs. Le vrai Magneto revint, manipulant la sphère magnétique terrestre afin de désorganiser les systèmes électriques mondiaux. Joseph se sacrifia avec noblesse pour réparer les dommages causés à la magnétosphère, bloquant ainsi la tentative de conquête de Magneto. Espérant enfin l'apaiser, l'ONU lui accorde la souveraineté sur Génosha.
Quand Alan Davis reprend en main les X-Men en 1998, il bouleverse cette équipe, gardant Marrow, Malicia, Tornade et Wolverine et réintégrant Étincelle, Diablo, Colossus, Gambit et le Professeur X. Les fans accueillent avec un enthousiasme modéré le travail de Davis pour X-Men et celui de Adam Kubert pour Uncanny X-Men.
Révolution (2000)
Marvel décide finalement de faire de nouveau appel à Chris Claremont pour un retour attendu aux commandes des X-Men. Marvel instaure un saut dans le temps de six mois dans l'histoire des X-Men. Cela permet à Claremont et aux illustrateurs de redéfinir complètement les X-Men en seulement un mois. Claremont reprend les personnages principaux des X-Men originaux et ajoute deux membres : Tessa/Sage une cyberpathe qui faisait partie du Club des damnés mais qui en fait espionnait pour le compte du professeur X, et un nouveau Thunderbird, un Indien nommé Neal Shaara aux pouvoirs pyrokinétiques. Apocalypse essaye de rajeunir son corps en prenant le contrôle de celui de Nate Grey. Cyclope sauve Nate mais fusionne physiquement avec Apocalypse lui-même, cessant apparemment d'exister. Les X-Men supposent alors que Cyclope et Apocalypse sont morts tous les deux. En hommage à son père, Cable rejoint les X-Men. Phénix n'a plus de pouvoirs télékinésiques tandis que Psylocke en a récupéré.
Le très croyant Diablo étudie pour devenir prêtre et Gambit devient chef de la guilde des voleurs. En apprenant que son pouvoir d'absorption n'affectait pas Colossus sous sa forme métallique, Malicia tomba amoureuse de lui. Un démon nommé Blackheart remplace Sebastian Shaw en tant que Roi Noir du Club des Damnés.

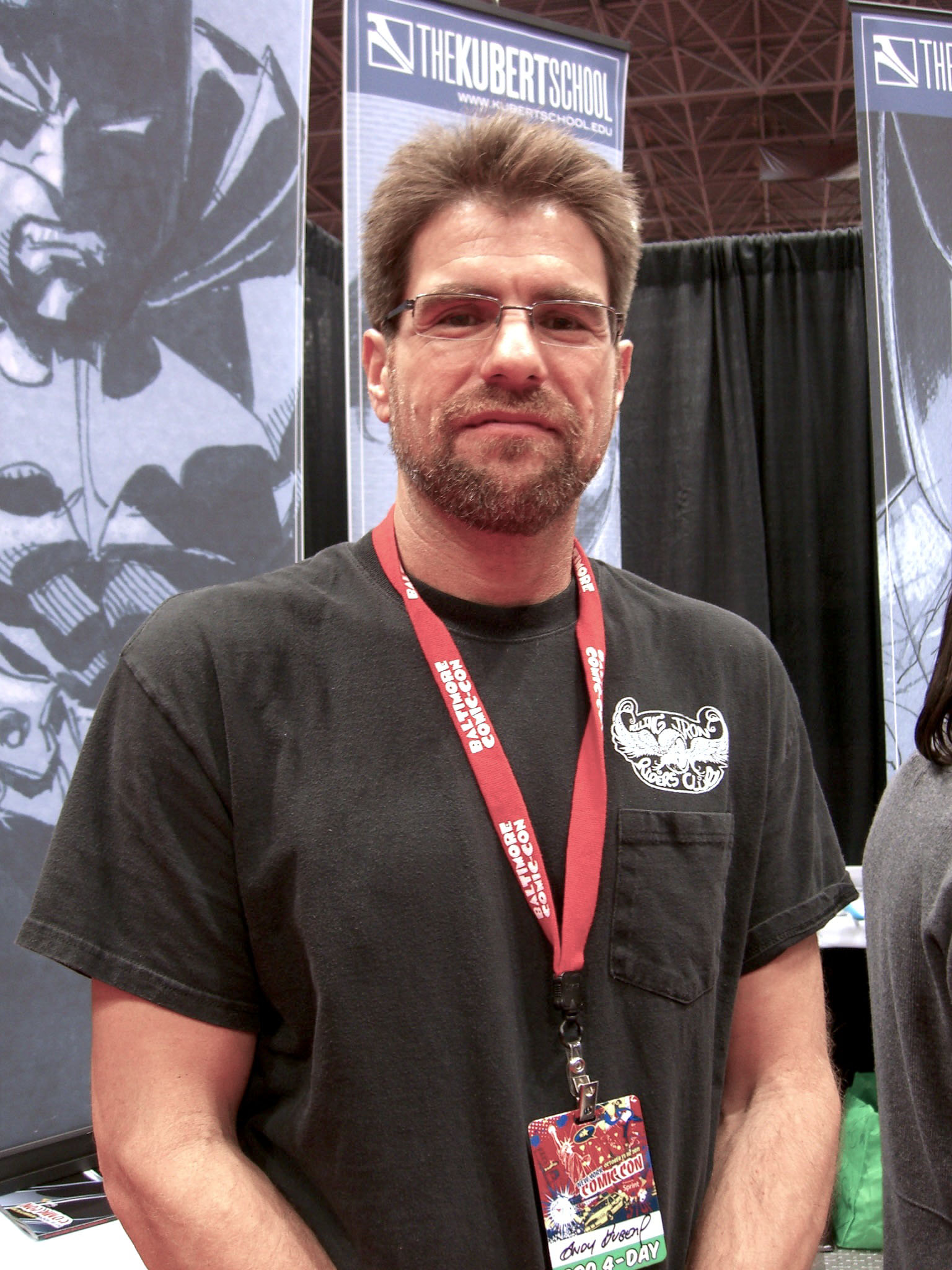
Le dessinateur Andy Kubert.

Ces histoires décousues montrant des adversaires des X-Men transparents finissent par contraindre l'éditeur en chef Joe Quesada de retirer à Claremont la gestion des deux magazines au début 2001. Claremont est ensuite associé au dessinateur Salvador Larroca pour un nouveau titre : X-Treme X-Men. Dans cette série, Tornade persuade un certain nombre de X-Men dont le Fauve, Bishop, Psylocke et Malicia de quitter l'Institut Xavier pour parcourir le monde à la recherche des tomes manquants des Livres de la Vérité. Écrit par feu Destinée, mutante aux dons de précognition, ce journal révèle l'histoire future de l'humanité et des mutants. L'équipe accumule les tragédies : Psylocke meurt en affrontant un adversaire nommé Vargas, lui aussi à la recherche des livres de Destinée. Les pouvoirs de Malicia se dérèglent : elle manifeste au hasard les différents pouvoirs qu'elle a absorbés dans le passé. Néanmoins, l'équipe enrole une nouvelle alliée mutante : Heather Cameron, alias Lifeguard, qui développe tout pouvoir dont elle peut avoir besoin pour sauver quelqu'un.

#### Nouvelles séries
Les années 1990 voient l'éclosion de nombreuses séries et mini-séries tirées de l'univers des X-Men. Generation X est créée pour former une nouvelle équipe de mutants teenagers. Marvel lance également des aventures solos pour plusieurs personnages : Cable, Gambit, Bishop et Deadpool.
En 1998, Excalibur et X-Factor sont abandonnés et le deuxième est remplacé par Mutant X avec Havok, qui se réveille, après sa mort présumée, dans un monde parallèle. En même temps, Marvel supprime les séries Gambit, Bishop, X-Man, Mutant X et Generation X tandis que X-Force est complètement remaniée. Même si ces séries se vendent assez bien, Quesada argue du fait qu'un nombre aussi important de titres de super-héros mutants est exagéré.
Marvel lance quelques séries un peu différentes :
- Weapon X, un groupe de mercenaires avec Dents-de-sabre, Marrow et d'autres personnages ;
- Mekanix, co-créé par Chris Claremont, Kitty Pryde commence une nouvelle vie d'étudiante à l'université de Chicago ;
- Exiles, un groupe de mutants issus de mondes parallèles et qui rétablissent l'ordre d'un monde à l'autre (dans la veine de la série Sliders) ;
- Soldier X, après l'apparente destruction d'Apocalypse, Cable se tourne vers de nouvelles missions ;
- une nouvelle série X-Force (renommée plus tard en X-Statix), des super-héros mutants médiatiques, populaires et sponsorisés.

### Années 2000

#### Période 2001-2003

Logo de la série de comic books New X-Men.

En 2001, une nouvelle série nommée Ultimate X-Men est créée. Le scénariste Mark Millar et le dessinateur Adam Kubert réinventent le concept des X-Men teenagers et attirent de nombreux nouveaux lecteurs. Ultimate X-Men appartient à l'univers Ultimate Marvel tout comme Ultimate Spider-Man ou The Ultimates, qui voient les origines des personnages majeurs de Marvel Comics réinventées et réactualisées.
D'autres événements scénaristiques importants ont lieu à cette époque, dans Eve of Destruction, comme la mort de personnages majeurs ou l'histoire tant attendue des origines de Wolverine en 2001. Mystique détruit l'Ile de Muir et tue Moira Mac Taggert qui vient de trouver comment guérir le Virus Legacy. Colossus s'est héroïquement injecté le médicament contre le Virus. Sa mort a catalysé le vaccin et l'a libéré dans l'atmosphère, sauvant tous ceux qui étaient infectés dans le monde entier. Le Sénateur Robert Kelly commence à promouvoir la paix avec les mutants mais il est assassiné par un fanatique.

#### New X-Men,E comme Extinction(2001)
2001 est aussi le début de l'ascension de Grant Morrison au scénario, et de Frank Quitely au dessin, pour le magazine X-Men rebaptisé New X-Men pendant quelques numéros. Dans la série E Is for Extinction (en), ils suivent les personnages du Fauve, Jean Grey, le Professeur X, Cyclope, Wolverine et Emma Frost, une télépathe séduisante, ancienne Reine Blanche du Club des Damnés. Le groupe porte des uniformes en cuir noir ressemblant à ceux du film X-Men sorti en 2000.
Les histoires des nouveaux X-Men sont basées sur des scénarios de science-fiction complexes aux nombreux retournements de situation, comme la mort de seize millions de mutants à Génosha causée par une Sentinelle géante envoyée par La sœur jumelle de Xavier, Cassandra Nova. Capturée par Cyclope et Logan, celle-ci usurpe à la suite le corps et l'esprit de son frère et le force à révéler publiquement qu'il est non seulement un mutant mais aussi le chef des X-Men. Si le corps de Cassandra était mort-né, sa conscience aura néanmoins survécu et elle finira par se construire un nouveau corps. Charles Xavier parvient à reprendre à Cassandra le contrôle de son corps. Les révélations publiques de celle-ci s'avèrent en réalité bénéfiques, puisque Xavier peut alors déclarer officiellement que son école est un sanctuaire pour les mutants. Il rassemble très vite plus d'étudiants que jamais auparavant.
Des changements controversés ont également lieu impliquant des personnages majeurs. On peut citer par exemple l'aventure extra-conjugale de Cyclope avec Emma Frost après le retour de Jean Grey qui meurt une deuxième, puis une troisième fois d'une rafale de l'usurpateur de Magnéto, après être morte dans l'espace et réincarnée par le Phénix, sauvant par là Wolverine ; dans ses derniers moments, elle se réconcilie avec Cyclope.
En 2003, Uncanny X-Men est ensuite remanié par Joe Casey (scénario) et Ian Churchill (dessin), puis Chuck Austen (scénario) avec différents dessinateurs. Le magazine, qui se concentre sur des aventures traditionnelles d'action et de combats, met en scène Iceberg, Diablo, Archangel, Havok, Polaris, Véga, Chamber, Husk et à la surprise générale le Fléau, le célèbre ennemi des X-Men depuis le milieu des années 1960. Chuck Austen fait revenir Havok, qui flottait dans les limbes depuis l'annulation de la série Mutant X lors de la purge de 2000.
Casey et Austen reçoivent beaucoup de critiques négatives. Il leur est reproché de ne pas hisser Uncanny X-Men au niveau des New X-Men ; certains choix de scénarios sont mal accueillis (Diablo devient prêtre catholique, Polaris finit par devenir terroriste et Archangel et Husk ont une aventure — alors que cette dernière est adolescente et qu'Archangel fait le double de son âge).

#### X-Men Reload(mai 2004)
En 2004, Morrison quitte New X-Men et Marvel supprime X-Treme X-Men pour placer de nouveau Chris Claremont aux commandes de Uncanny X-Men. La société lance aussi Astonishing X-Men avec le scénariste Joss Whedon (connu pour la création de la série télévisée Buffy contre les vampires) et le dessinateur John Cassaday. Cette opération a pour nom X-Men Reload: d'un épisode à l'autre, tous les titres associés aux X-Men avancent de six mois.
Whedon permet à la série de rencontrer un grand succès grâce à la qualité de ses dialogues et de ses scénarios, le style réaliste de John Cassaday se mariant bien avec les histoires. Beaucoup expliquent également le succès par la relative simplicité des scénarios, tranchant avec la complexité des années 1990, accumulant les flashbacks et les références au passé des personnages. Les fans assistent au retour du X-Man Colossus, personnage très populaire lorsqu'il fut « tué ». Psylocke réapparaît également, sans explication de son retour d'entre les morts.

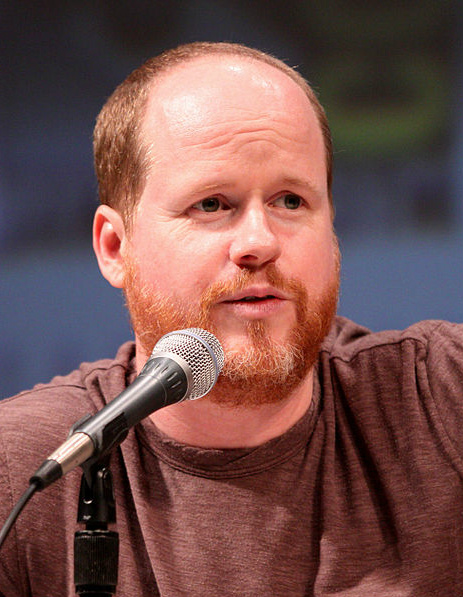
le scénariste Joss Whedon.

Cyclope et Emma Frost, les nouveaux directeurs de l'Institut pour Jeunes Surdoués de Charles Xavier, reforment les X-Men avec pour objectif premier celui de surprendre le monde. Mais on apprend malencontreusement l'existence d'un gène mutant, ce qui risque de faire avorter leur projet avant même qu'ils ne l'aient lancé. Tandis que des mouvements protestataires réclament un remède anti-mutant, les X-Men se mesurent à l'énigmatique Ord. Une mort tragique survient à l'institut Xavier et révèle la présence d'un redoutable ennemi au sein même des X-Men : Danger. Ils apprennent aussi que Colossus est, selon une prophétie, destiné à détruire une planète, le Breakworld. Bien déterminés à sauver leur monde, ces dirigeants ont braqué sur la Terre une puissante arme galactique. La planète entière est menacée et les X-Men s'allient à l'organisation paramilitaire S.W.O.R.D. afin de déplacer le combat aux confins de l'espace et au cœur même du Breakworld.
Marvel lance toujours d'autres séries secondaires, comme District X mettant en scène Bishop à New York, New X-Men: Academy X et un nouveau Excalibur. Malicia, Diablo, Gambit et Jubilee ont aussi droit à leur propres aventures.
Marvel met finalement un terme à X-Statix quand les créateurs Peter Milligan et Mike Allred abandonnent le magazine. Milligan remplace Chuck Austen comme scénariste de X-Men (qui perd le « New » à l'occasion d'X-Men Reload) en janvier 2005.
Pendant ce temps, la série NYX démarre avec pour vedette le personnage X-23, une jeune femme clone de Wolverine qui apparaît pour la première fois dans la série télévisée X-Men: Evolution. X-23 rejoint alors Uncanny X-Men. C'est la troisième fois que Marvel intègre un personnage issu de la télévision. Le premier fut Firestar de Spider-Man and His Amazing Friends (1981), et le second fut Morph (avec quelques changements physiques) de la série animée X-Men de 1992.

#### House of M(2005)
En 2005, sort aux États-Unis le crossover House of M écrit par Brian M. Bendis et illustré par Olivier Coipel. Il parait en France en 2007, publié par Marvel France. C'est le début de nombreux bouleversements dans l'univers Marvel, et particulièrement chez les X-Men et les New Avengers.
Wanda Maximoff, la Sorcière rouge, fille de Magnéto et membre des Vengeurs, sombre dans la folie. Elle a le pouvoir de modifier la réalité selon ses désirs. La communauté des super-héros pense qu'elle représente un danger pour la terre, et certains d'entre eux décident de la tuer. Pour contrer leur projet, elle modifie le monde afin que chacun vive la vie dont il a toujours rêvé. Dans le monde imaginé par Wanda, les mutants n'ont plus à se cacher.
Pourtant une partie des héros se souvient du monde d'avant. Estimant que leur monde ne devrait pas être, ils trouvent un moyen de forcer Wanda à dissiper son sortilège. Les lecteurs apprennent alors que Wanda a été manipulée par son frère, Vif-Argent, et non par son père, Magnéto, lequel ne supporte cependant pas que son fils ait pu provoquer ce cataclysme en son nom, et le tue. Pour Wanda, choquée par la mort de son frère qu'elle chérit, le pouvoir des mutants représente un danger. Afin de régler la question et les problèmes de cohabitation humains/mutants, elle souhaite qu'il n'y ait « plus de mutants ».

#### Decimation(2005)
Le monde des héros Marvel revient donc à la « normale ». Mais, après le M-Day provoqué par la Sorcière Rouge, 91,4 % des mutants perdent leurs pouvoirs. Cyclope déclare alors que les mutants survivants peuvent rejoindre l'Institut pour se protéger. Le gouvernement américain reprend cette proposition à son compte et lance le projet « Sentinelle Squad One ». Il envoie ses agents dénicher les mutants survivants où qu’ils se trouvent, afin de les amener à l’institut, désormais surveillé jour et nuit par des Sentinelles, sous le prétexte de les protéger des extrémistes anti-mutants.
Les X-Men s'aperçoivent qu'ils sont devenus une espèce vouée à l'extinction, car même la possibilité de devenir un mutant a été supprimée du génome humain. Nombre des élèves de l'académie ont perdu leurs pouvoirs, et pour leur sécurité ils sont renvoyés chez eux (beaucoup pensent que, comme ils n'ont plus de pouvoirs, ils n'intéressent plus les professeurs). Qu'en est-il de leur avenir ?

#### Civil War(2006)
Lors d'un combat entre des super-vilains et une équipe de super-héros, connue sous le nom des New Warriors, le super-terroriste nommé Nitro explose, causant la mort de six cents personnes, dont près de la moitié étaient les enfants d'une école, bouleversant l'opinion publique. Ce drame provoque l'application d'une nouvelle loi, le Superhuman Registration Act, qui vise à obliger tous les super-héros à s'enregistrer auprès du gouvernement, et à en faire de fait des agents du SHIELD. Cette situation entraine une division de la communauté des super-héros et provoque une guerre entre eux. La faction en faveur de la loi est menée par Iron Man, tandis que le leader de l'opposition est Captain America qui continue de dénoncer les travers du rêve américain pour mieux l'incarner.
Les X-Men souhaitent rester neutres dans le conflit (les mutants sont exclus du SHRA parce qu'ils sont nés avec des superpouvoirs sans le vouloir), mais la situation va bientôt les obliger à choisir un camp…
Bishop abandonne alors l’équipe afin de rejoindre les partisans du Superhuman Registration Act et localiser les 198 évadés. La poursuite les mène à une ancienne base militaire que les mutants en fuite ont découverte et occupée. C’est alors que le général Demetrius Lazer, avec l’aide du mutant Johnny Dee, amène Cyclope à attaquer Bishop, qui est bientôt surchargé d’énergie avant de la décharger dans le ciel. Finalement, Cyclope ayant retrouvé ses esprits, Bishop et les X-Men s’associent pour sauver les 198 de l’explosion de la base, aidés par Iron Man et Miss Marvel.

#### Genèse Mortelle(2006)
Le scénariste Ed Brubaker révèle que Vulcain, le troisième frère Summers, a été élevé par les Shi'ar. Revenu sur Terre, celui-ci intègre une formation secrète de X-Men formée par Charles Xavier et composée de Petra, Darwin, Sway et le troisième frère des Summers Kid Vulcain. Elle est chargée de sauver l'équipe d'origine ainsi que Havok et Polaris, qui ont été capturés par Krakoa, l'ile vivante. Mais la mission est un échec.

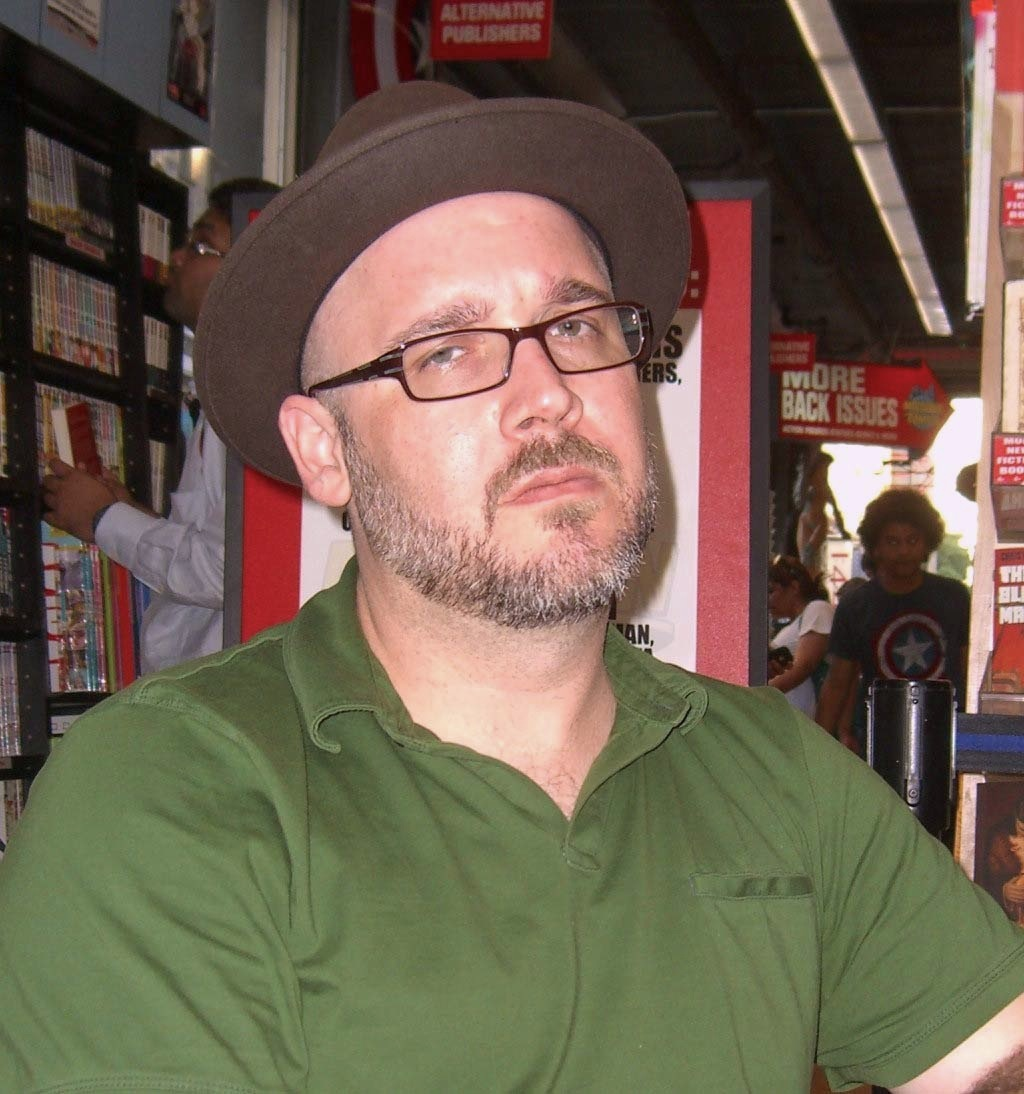
Le scénariste Ed Brubaker.

Les héros sont finalement sauvés par l'équipe composée de Diablo, Tornade, Colossus, Hurleur, Wolverine, Feu du Soleil et Cyclope. Krakoa est alors projetée dans l'espace et, sans le savoir, la première équipe de sauvetage également. À la suite de cela, Vulcain tombe dans le coma et, lorsqu'il en sort, décide de se venger des X-Men en tuant le Hurleur. Mais les héros réussissent à triompher et à sauver Darwin, qui faisait partie de l'équipe de Vulcain. Depuis, le cadet des frères Summers est reparti dans l'espace.

#### Messiah Complex(2008)
Le crossover de titres X façon années 1990 (Uncanny X-Men ; X-Men: Legacy ; New X-Men ; X Factor et un one Shot) suit de près les conséquences de House of M. Le texte et les images sont signés Ed Brubaker, Mike Carey, Marc Silvestri et Chris Bachalo.
La communauté mutante est bouleversée par la naissance du premier enfant mutant depuis le M-Day. Ce symbole d'espoir ne dure pas longtemps, de vieux adversaires surgissent pour s'emparer du bébé. Les X-Men se rassemblent (Young X-Men, X-Force, X-Factor) pour faire face, Reavers, Maraudeurs, Acolytes, Purificateurs et Predator X sont au rendez-vous, mais comme toujours, le plus grand danger vient de l'intérieur.
Cable et Bishop démarrent leur affrontement fratricide dont le bébé est la cause, chacun ayant sa propre interprétation du futur.
Lorsque l’enfant mutant vient au monde à Cooperstown en Alaska, les X-Men ne réagissent qu'après coup. Quand ils arrivent, l’enfant a déjà disparu, emmené par Cable, juste avant l’arrivée des Maraudeurs et des Purificateurs laissant un vaste champ de bataille derrière eux.
La naissance de l’enfant attire aussi l’attention du Predator X, une créature créée par le Complexe pour les Purificateurs pour traquer et dévorer les mutants. Ignorant l’implication de Cable et terrifiés à l’idée que l’enfant soit tombé aux mains de Sinistre et ses alliés, ou même des Purificateurs, les X-Men partent à sa recherche. Au terme de multiples affrontements, ils parviennent à garder l'enfant, mais préfèrent le remettre entre les mains de Cable qui le cachera dans le futur. L'institut est rasé par des sentinelles « possédées », et Xavier reçoit dans la tête une balle de Bishop, puis disparaît étrangement sur la dernière planche, avant que Bishop ne parte à la poursuite de Nathan et de l'enfant. À chaud, Cyclope décide de dissoudre les X-Men, de fermer l’institut et de renvoyer les élèves chez eux…
Le rideau tombe pour : Charles Xavier, Caliban, Sinistre, Scrambler, Vertigo, Prisme, Blockbuster, Lady Deathstrike.
Après cette parution, le titre New Excalibur tire sa révérence, mais X-Force et Cable obtiennent leur propre série, la première pour présenter une équipe travaillant dans l'ombre qui prend l'initiative contre les ennemis des X-Men, et la seconde pour servir de transition en vue du prochain chapitre de la trilogie du « Messie ».

#### Utopia(2009)
Après s'être séparés à la suite d'une guerre entre différentes factions lors de la naissance du premier enfant depuis le Jour-M, les X-Men se retrouvèrent et se ré-établirent dans le comté de Marin, près de San Francisco, en Californie. Après leur acceptation par les habitants de San Francisco, et notamment par sa maire, Sadie Sinclair, les X-Men offrirent une protection à tous les mutants et ex-mutants persécutés du monde ainsi qu'à leur famille.
Cependant, les X-Men furent bientôt la cible des attaques de l'Initiative des 50 états de Norman Osborn, à la tête de la sécurité de l'état depuis qu'il avait aidé à repousser une invasion des aliens Skrulls. Osborn abusa de sa position au sein du gouvernement pour faire passer les X-Men pour des terroristes. Osborn forma sa propre équipe de X-Men.
Pour échapper à Osborn, Cyclope demanda au Club-X de localiser la première base de Magneto, l'Astéroide M (ancien vaisseau de Cable), échouée dans l'Océan Pacifique. Ils retrouvèrent l'Astéroide dans la baie d'Oakland et réussirent à la faire émerger et à la maintenir à la surface de l'Océan, à environ 2 km au large de San Francisco. Cyclope renomma l'ile Utopia et en fit le nouveau quartier général des X-Men et un sanctuaire pour les mutants du monde entier.

### Années 2010

#### Second Coming(2010)
Cet épisode relate le retour de Hope dans le temps présent, puis l'attaque de Bastion, des Purificateurs, de la Division de Répression des Mutants et des Amis de l'Humanité qui s'achève par le sacrifice de Cable et celui de Nightcrawler (Diablo en VF). Hope active le gène X chez certains adolescents. Cette nouvelle génération de mutants est un formidable espoir pour tous les homo superior. Vu leur nombre restreint, les X-Men décident de les prendre sous leur aile et de les installer sur Utopia.

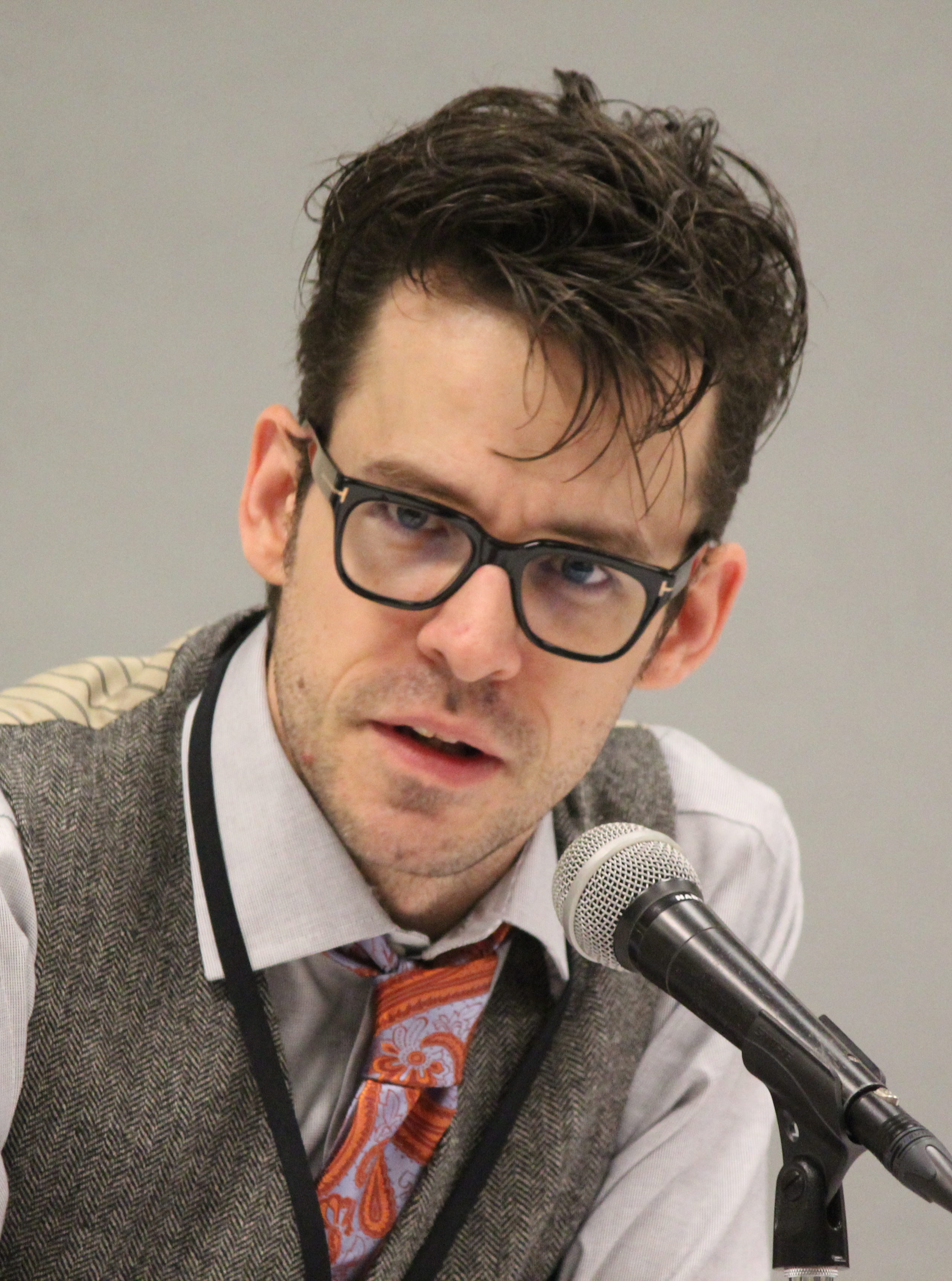
Le scénariste Matt Fraction.

De nombreux scénaristes ont participé à l'écriture notamment Matt Fraction, Mike Carey, Craig Kyle et Chris Yost. Pour la partie graphique on retrouve David Finch, Greg Land et Stuart Immonem.

#### SchismetWolverine & les X-Men(2011)
Le scénariste Jason Aaron met en place le futur des mutants dans un récit ou il n'y a de solution facile pour personne, la partie graphique est assurée par Carlos Pacheco, Alan Davis et Adam Kubert.
À la suite d'une attaque perpétrée par les enfants héritiers du Club des Damnés, les X-Men se séparent en deux factions, l'une dirigée par Wolverine qui retourne au manoir de Westchester, et l'autre par Cyclope qui reste sur l'île d'Utopia.
Le groupe de Cyclope comprend : Colossus, Danger, Dazzler, Docteur Nemesis, Hope Summers, Magik, Magneto, Namor, Pixie, Prodigy, Psylocke, Transonic (et Tornade dans un premier temps), etc.
Le groupe de Wolverine est constitué de : Blindfold, le Crapaud, le Fauve, Frenzy, Gambit, Iceberg, Kitty Pryde, Malicia, Oya, Quentin Quire, Rachel Summers, Rockslide, Tornade, etc.

#### Avengers vs. X-Men(2012)
La Force Phénix (en), une puissante forme d'énergie cosmique liée à la destruction et à la régénération, se dirige vers la Terre. Si Cyclope y voit un signe de renouveau pour ses congénères, les Vengeurs craignent la destruction de la planète.
S'ensuit un affrontement entre les X-Men et l'équipe de Captain America qui prend des proportions inimaginables. Cinq mutants, dont Emma Frost, Magik et Cyclope, se retrouvent investis de la Force Phénix. S'ils essayent d'utiliser l'énergie cosmique pour faire le bien, Scott est finalement corrompu par le pouvoir du Phénix Noir. Devenu fou, il tue Charles Xavier. Il est ensuite séparé du Phénix qui se lie à Hope. Cette fusion engendre bel et bien le renouveau de l'espèce mutante. L'ex-leader des X-Men avait raison, mais à quel prix ?
Les X-Men se retrouvent orphelins et tout le monde en veut à Scott. Il est d'ailleurs recherché activement par les Vengeurs et le SHIELD. La majeure partie des nouveaux Homo superior sont accueillis dans l'école ouverte par Logan. De son côté, Scott décide de mener une révolution mutante et commence à recruter de jeunes mutants.
Le scénario de cette saga épique est signé Brian M. Bendis, Jonathan Hickman et Ed Brubaker, accompagnés au dessin par Olivier Coipel, John Romita Jr. et Adam Kubert.

#### All New X-Men(2013)
Brian M. Bendis et Stuart Immonem créent un nouvel avenir pour les X-Men.
Les premiers étudiants du Professeur X ont voyagé depuis le passé vers le présent, ramenés par le Fauve. A leur arrivée, ils constatent que le rêve de Xavier est loin de s’être réalisé. Ils sont accueillis à l'école Jean Grey pour mutants et rencontrent leurs homologues adultes. Ils décident de rester à notre époque. Aux prises avec Mystique, les Uncanny Avengers, Cyclope ou encore le Phénix, les jeunes mutants devront faire face à de nombreux dilemmes.
Après une attaque des Sentinelles, des X-Men surgissent du futur avec un avertissement : s'ils veulent éviter une catastrophe, les X-Men des origines doivent retourner à leur époque. Les jeunes Cyclope et Marvel Girl prennent alors la fuite tandis qu'un mystérieux ennemi attaque l'école d'enseignement supérieur Jean Grey. À la suite de cette bataille, les X-Men des origines préfèrent tourner le dos à l'école. Accompagnés par Kitty Pryde, ils rejoignent alors la révolution mutante de Cyclope.
Plus tard, en 2019, les jeunes X-Men des origines retournent dans leur époque, sans aucun souvenir de ce qu'ils ont fait dans le présent, en laissant tout de même le pauvre Cable sur le carreau, tué par lui-même puisqu'il a échoué à préserver la ligne temporelle.

#### Axis(2014)
Rick Remender conclut la saga dont il a posé les fondements dans Uncanny Avengers.
Pour rétablir l'harmonie entre les deux familles de super-héros, Captain America confie à Havok le soin de fonder une nouvelle équipe qui réunit des Avengers et des X-Men. La première bataille de cette équipe est des plus rude car elle doit affronter Crâne rouge, l'ennemi du Captain, qui a osé profaner la tombe de Xavier pour lui voler son cerveau. Désormais doté de pouvoirs psychiques surpuissants, le criminel nazi semble en mesure de faire naitre un IVe Reich, ce que Magnéto ne peut supporter. Le leader mutant décide ainsi d'abattre Crâne rouge. La mort de ce dernier libère une nouvelle entité, Onslaught le Rouge, dont la puissance est sans limites.
Certains super-criminels passent du côté du bien et quelques héros font le chemin inverse. Tous retrouvent ensuite leur rôle habituel, à l'exception de Dents-de-sabre et Havok. Le premier se repent, alors que le second est animé d'intentions toutes sauf pacifiques. Pendant ce temps, Vif-Argent et la Sorcière rouge découvrent qu'ils ne sont pas les enfants de Magnéto comme ils le pensaient, les deux héros cherchent à faire la lumière sur leurs origines.
La partie graphique est assurée par Adam Kubert, Jim Cheung et Leinil Francis Yu.

#### Le Vortex Noir(2015)
Kitty Pryde et Peter Quill ont dérobé le Vortex Noir, un artéfact extraterrestre conférant un pouvoir à quiconque regarde à l'intérieur. Mais le père de Peter, le fils de Thanos et Ronan l'Accusateur veulent se l'approprier. Pour les en empêcher, Kitty et Peter auront besoin de l'aide de tous leurs alliés, qu'il s'agisse des Gardiens de la Galaxie, des X-Men ou du jeune Nova.
Ce crossover spatial est écrit par Brian M. Bendis et Sam Humphries, sur des dessins d'Ed McGuinness, Valerio Schiti et Paco Medina.

#### Inhumans vs. X-Men(2017)
Les scénaristes Charles Soule et Jeff Lemire s'associent au dessinateur Leinil Francis Yu pour livrer le récit d'une guerre sans merci entre deux principaux groupes de surhumains.
Depuis des siècles, les Inhumains obtiennent leurs pouvoirs en s'exposant aux cristaux tératogènes. Leur roi, Flèche noire, se voit contraint de faire exploser la capitale de son royaume pour neutraliser le terrible Thanos. Pulvérisés sous forme de deux nuages lors de l'explosion, les cristaux activent le potentiel dormant de nombreux descendants d'Inhumains à travers la Terre. Une partie d'entre eux vit à présent dans la nouvelle capitale du royaume, New Attilan.
Tous ces événements ont d'importantes répercussions pour les mutants, puisque les brumes tératogènes sont toxiques pour les porteurs du gène X. Afin de sauver son peuple de l'extinction, Cyclope annonce qu'il fera tout pour dissiper ces nuages. En réalité, celui-ci a déjà succombé à la toxicité de l'air et c'est son ancien amour, Emma Frost, qui use de ses pouvoirs télépathiques pour faire croire qu'il mène la croisade. Lorsque le groupe d'Emma arrive à désagréger l'un des deux nuages, le monde entier voit Flèche noire tuer Cyclope. Les Inhumains et les X-Men réussissent néanmoins à conclure une trêve, tandis que le Fauve travaille à New Attilan pour trouver un remède qui permettrait aux mutants de vivre en présence de brumes tératogènes.

#### X-Men Gold, Blue & Red(2017-18)
À l'issue du conflit avec les Inhumains, les X-Men se retrouvent à un tournant de leur existence. L’événement ResurrXion avec l'écriture de Marc Guggenheim, Charles Soule et Cullen Bunn pour les X-men donne lieu au démarrage d'une multitude de nouvelles séries: All-New Wolverine, Royals, Weapon X Volume 3, X-Men: Blue, X-Men: Gold Volume 2, X-Men: Red, Astonishing X-Men Volume 4, Black Bolt, Jean Grey, Cable Volume 3, Generation X Volume 2, Secret Warriors Volume 2, Iceman Volume 3, Old Man Logan Volume 2, Legion, Rogue & Gambit. 
En 2017, Marvel a reconfiguré ses titres X-Men en trois équipes à code couleur, et bien que X-Men Red soit apparu un peu plus tard que X-men Blue ou Gold. 
Kitty Pryde semble être la personne la plus indiquée pour diriger et remotiver l'équipe Gold. Tornade, Diablo, Old Man Logan, Colossus, Prestige (Rachel Summers) et d'autres s'allient pour faire face au monde qui les craint et les hait, mais ils devront avant tout défier Hydra qui domine désormais la planète lors du crossover Secret Empire. Cette équipe de vétérans retrouvent aussi certains X-Men parmi la nouvelle Confrérie des Mauvais Mutants.
De leur côté, les membres de la première équipe de X-Men, venus d'une ligne temporelle alternative (All New X-Men), ont uni leurs forces dans l'équipe Blue. Cyclope, Iceberg, Marvel Girl, Fauve et Angel sont désormais prêts à relever de nouveaux défis avec l'aide d'un allié inattendu : Magnéto, qui dit avoir changé, mais les héros ne sont pas convaincus de sa loyauté.
L'équipe X-men Red composée par Tom Taylor est dirigée par Jean Grey (revenue pour la Xième fois à la vie dans la série Jean Grey) et Diablo.

#### House of XetPowers of X(2019)
Une page se tourne et c'est le début d'une nouvelle aventure grâce aux talents de narrateur de Jonathan Hickman et aux magnifiques planches de Pepe Larraz et R.B. Silva.
Les mutants sont maintenant réunis sur Krakoa, officiellement une nation souveraine. Les super-vilains X ont rejoint les super-héros X, les mutants ont leur gouvernement, leurs lois, leur culture. Ils attendent la disparition des humains pour régner sur la planète, menés par le Professeur X, sans voir son visage, et Magnéto. Les mutants peuvent être ressuscités par un nouveau procédé, et repoussent aisément de nouvelles Sentinelles.
Le Professeur X et Magnéto sont guidés en secret par Moira MacTaggert, alias Moira X. Celle qu'on croyait humaine est une mutante depuis toujours, qui vit de nombreuses existences, meurt et revient en arrière. Elle réécrit le Temps mais garde ses souvenirs. Nous serions à sa dixième vie, déjà, et elle en a assez que les mutants périssent toujours.
Mystique et le Crapaud rentrent d'une mission après avoir récupéré une mystérieuse clé USB pour le compte de Charles Xavier et après avoir perdu en cours de route leur ami Dents-De-Sabre. Dans un lointain futur, les Sentinelles dominent les humains et les mutants sont réduits à une poignée de survivants réunis autour des Chimères, sorte d'hybrides issus de croisements entre différents X-Men du passé. Les Sentinelles du présent sont donc destinées à remporter leur combat contre les mutants. Grâce à Moira X, les héros pourront peut-être stopper la nouvelle vague de machines meurtrières créées par le Moule Matrice, la gigantesque Sentinelle en orbite autour du Soleil.

#### Dawn of X(2019)
Dawn of X est la suite directe de House of X et Power of X, ces derniers étant une sorte de prélude. Elle est une initiative visant à relancer les séries de la franchise X-Men. Les principaux titres sont : X-Men, Marauders, X-Force, New Mutants, Excalibur.

### Années 2020

#### X of Swords(2020)
On apprend que l’île mutante Krakoa est issue d'une séparation ancienne d'Okkara, lorsque les démons de la dimension Amenth attaquent des milliers d'années plus tôt. Pour sauver le monde, Apocalypse abandonne son épouse Genesis et ses enfants sur l’île Arakko, perdue dans la dimension Amenth.
Cette saga montre l'attaque d'Arakko sur Krakoa car Genesis est tombée sous l'influence d'Annihilation, le casque conscient et maléfique qui contrôle les démons. En croyant vaincre Annihilation, elle est tombée sous le contrôle du casque et devient elle-même Annihilation. Elle poursuit la quête de destruction en visant la Terre.
L'invasion ennemie doit passer par la dimension magique d'Outremonde, ou Opal Luna Saturnyne force les deux camps à s'affronter dans un tournoi d'épéistes. Apocalypse, Cable, Tornade et Betsy Braddock (devenue Captain Britain mais tuée sur manipulation de Sturnyne dans le tournoi) doivent d'abord récupérer leurs épées. Après une préparation tendue entre les adversaires, Saturnyne multiplie les épreuves jusqu'au combat final entre Apocalypse et Genesis. Celle-ci est vaincue, mais Annihilation prend le contrôle et amène tous les démons en Outremonde. Les mutants de Krakoa sont pour la plupart blessés, et Cable appelle télépathiquement à l'aide ses parents Cyclope et Jean Grey, restés en arrière.

#### Reign of X(2020)
Reign of X est la suite directe de X of Swords. Sur deux ans, elle s'appuie sur de nombreuses séries : X-Men, X-Factor, S.W.O.R.D, Marauders, New Mutants, X-Force, Excalibur, Wolverine, Cable... et a pour temps forts le Hellfire Gala, Le Procès de Magneto et Inferno.

### En France
En France, la série est publiée par les éditions Lug dans le magazine Strange, dès son premier numéro en 1970. La publication commençait avec le numéro 1 de la série X-Men (Uncanny) datant de septembre 1963 jusqu'au #66. Les Uncanny X-Men sont ensuite publiés dans Spécial Strange à partir du numéro 6 (décembre 1976) avec Uncanny X-Men #94 (août 1975) jusqu’au numéro #323 (août 1995). 
Le magazine Spécial Strange est repris par les éditions Semic en reprenant les publications américaines Marvel Comics. La deuxième série X-Men est publiée du numéro 1 au numéro 43 dans le magazine X-Men (Semic) n° 1 (décembre 1992) jusqu'au X-Men (Semic) n° 25 (décembre 1996) car à ce moment Semic perdit la licence Marvel. En janvier 1997, la société Panini (propriété du groupe Marvel Enterainment), par l'entremise de sa marque Marvel France obtient la licence Marvel Comics pour une traduction et une publication des comic-books de l'éditeur américain en France. 
En mars 1997, la série Uncanny X-Men est publiée dans le magazine X-MEN (Marvel France - 1re série) à partir du n°2 avec Uncanny X-Men #324 (septembre 1995) jusqu'à la fin de la première série du magazine en mai 2010 avec le #522. 
Le magazine Astonishing X-Men débute en juin 2005 avec Astonishing X-Men (3°) #1 de juillet 2004. 
La deuxième série X-Men est publiée à partir du #44 dans le magazine X-Men Extra puis dans le magazine X-MEN (Marvel France - 1re série) à partir du n°18 à côté de la série Uncanny. 
Le magazine X-MEN (Marvel France - 2° série) prend la suite avec la première série Uncanny X-Men du #523 jusqu'au #544 (décembre 2011) et la seconde série X-Men à partir du #235. 
Le magazine X-MEN (Marvel France - 3° série) débute avec Uncanny X-Men (2° série) #1 (janvier 2012) et X-Men #256 (novembre 2011).

## Apparitions dans d'autres médias

### Séries télévisées
En 1989, Marvel Comics produit le pilote d'une série animée basée sur les X-Men, nommé Pryde of the X-Men. L'épisode n'est finalement jamais diffusé mais sort, bien plus tard, en vidéo.
En 1992, Fox lance une série télévisée nommée X-Men (X-Men: The Animated Series) sous forme de dessin animé. Elle met en scène le Fauve, Cyclope, Gambit, Jean Grey, Jubilee, le Professeur X, Malicia, Tornade et Wolverine. Bishop et Cable y font des apparitions fréquentes. La série rencontre un succès important, devenant une des séries d'animation les plus populaires de la télévision américaine. Elle dure cinq saisons jusqu'en 1997. En France, elle a été diffusée à partir de juillet 1994 sur Canal+.
En 2000, Warner Bros. lance également une série animée pour la télévision. Cette fois, X-Men: Evolution met en scène des X-Men adolescents dans le cadre de leurs études à l'académie du Professeur Xavier. La série dure quatre saisons jusqu'en 2003.
Plusieurs autres séries suivront :
- 2001 : Mutant X, fortement inspirée des X-Men sans toutefois en reprendre le moindre personnage.
- 2009 : Wolverine et les X-Men, nouvelle série sur la chaine Cartoon Network.
- 2011 : une série d'animation japonaise en 12 épisodes[87] a ensuite été produite par le studio japonais Madhouse.

Le 14 octobre 2015, le site Marvel.com annonce deux nouvelles séries appartenant à l'univers des X-Men.
- Legion[88] (FX)
- The Gifted (FOX)

Une nouvelle série animée intitulée X-Men ’97, créée par Beau DeMayo est diffusée depuis le 20 mars 2024 sur Disney+.

### Jeux vidéo
De nombreux jeux vidéo ont été réalisés à partir de la série des X-Men. Pratiquement toutes les générations de consoles ont eu droit à leurs adaptations :
- The Uncanny X-Men (1989) (NES)
- X-Men: Madness in Murderworld (1989) (DOS, Commodore 64, Amiga)
- X-Men II: The Fall of the Mutants (1990) (DOS)
- Wolverine: Adamantium Rage (1991) (NES)
- Spider-Man and the X-Men: Arcade's Revenge (1992) (SNES, Mega Drive, Game Boy, Game Gear)
- X-Men (1992 sur Arcade)
- X-Men (1993 sur Mega Drive)
- Wolverine: Adamantium Rage (1994) (Mega Drive, SNES)
- X-Men 2: Clone Wars (1994) (Mega Drive)
- X-Men: Children of the Atom (1994) (Arcade, PlayStation, Sega Saturn, DOS)
- X-Men 2: Game Master's Legacy (1995) (Game Gear)
- X-Men: Mutant Apocalypse (1995) (SNES)
- Marvel Super Heroes (1995) (Arcade, PlayStation, Sega Saturn)
- Marvel Super Heroes in War of the Gems (1996) (SNES)
- X-Men 3: Mojo World (1996) (Game Gear)
- X-Men vs. Street Fighter (1997) (Arcade, PlayStation, Sega Saturn)
- X-Men: The Ravages of Apocalypse (1997) (Windows)
- Marvel vs. Capcom: Clash of Super Heroes (1999) (Arcade, PlayStation, Dreamcast)
- X-Men: Mutant Academy (2000) (Playstation, Game Boy Color)
- X-Men: Mutant Wars (2000) (Playstation, GameBoy Color)
- Marvel vs. Capcom 2: New Age of Heroes (2000) (Dreamcast, PlayStation 2, Xbox)
- X-Men: Wolverine's Rage (2001) (GameBoy Color)
- X-Men: Mutant Academy 2 (2001) (PlayStation)
- X-Men: Reign of Apocalypse (2001) (Game Boy Advance)
- X-Men: Next Dimension (2002) (Playstation 2, GameCube, Xbox)
- X2: Wolverine's Revenge (2003) (Game Boy Advance, GameCube, Windows, Playstation 2, Xbox)
- X-Men Legends (2004) (PlayStation 2, GameCube, Xbox, N-Gage)
- X-Men Legends 2: Rise of the Apocalypse (2005) (PlayStation 2, GameCube, Xbox, N-Gage, PSP, PC)
- X-Men 3: Le jeu officiel (2006) (PlayStation 2, GameCube, Xbox, Xbox 360)
- Marvel: Ultimate Alliance (2006) (PlayStation 2, PlayStation 3, Xbox 360, Wii, GBA, PC)
- X-Men Origins: Wolverine (2009) (Playstation 3, Xbox 360, Wii, Pc, Playstation 2, Nintendo DS, PSP)
- Marvel: Ultimate Alliance 2 (2009) (Nintendo DS, PlayStation 3, PSP, Xbox 360, Wii, PC)
- Marvel vs. Capcom 3: Fate of Two Worlds (2011) (Playstation 3, Xbox 360)
- X-Men: Destiny (2011) par Activision et développé par Silicon Knights[89].

### Films
La première tentative pour réaliser un film basé sur l'univers des X-Men date de la fin des années 1980. James Cameron, réalisateur de Aliens, le retour et Terminator est alors pressenti pour la réalisation. Mais le projet n'aboutit pas. En 1996, la Fox produit un téléfilm nommé Generation X, adapté du comic-book du même nom et dérivé des X-Men.
Voici la liste actuelle des films, sortis et prévus, centrés sur les X-Men.
- 2000 : X-Men de Bryan Singer avec Patrick Stewart, Ian McKellen, Hugh Jackman et Famke Janssen

Il s'agit d'un film à gros budget, réalisé par Bryan Singer. Le succès est phénoménal et relance la mode des films de super-héros de Marvel. Bien d'autres suivront très vite : Spider-Man (2002), Daredevil (2003), Hulk (2002), The Punisher (2004), Les 4 Fantastiques (2005), Elektra (2005), Ghost Rider (2007), Iron Man (2008), Thor (2011), Captain America: First Avenger (2011), Avengers (2012)...
- 2003 : X-Men 2 de Bryan Singer avec Patrick Stewart, Ian McKellen, Hugh Jackman et Halle Berry

En 2003, Singer réalise un second film sobrement intitulé X-Men 2 avec un succès encore plus grand. Le scénario est tiré en partie de God Loves, Man Kills, le fameux graphic novel des X-Men des années 1980 dont plusieurs éléments ont déjà été utilisés dans le premier volet. Les X-Men (Professeur Xavier, Jean Grey, Cyclope, Tornade, Wolverine et Diablo) y font temporairement alliance avec Magnéto et Mystique contre William Stryker.
- 2006 : X-Men : L'Affrontement final de Brett Ratner avec Patrick Stewart, Ian McKellen, Hugh Jackman et Famke Janssen

Suite de X-Men 2. Comme le succès des deux premiers films est suffisamment important, Marvel décide de produire un troisième film. Matthew Vaughn est alors choisi pour remplacer Singer, qui préfère réaliser Superman Returns. Matthew Vaughn décline finalement l'offre et est remplacé par Brett Ratner (Dragon rouge, Rush Hour, …). Ce choix provoque la panique chez les fans, pour qui la présence de Ratner signifie une rupture totale avec la vision de Bryan Singer (rupture confortée par la circulation d'un scénario sur Internet qui ne serait prétexte qu'à un film rempli de combats…). X-Men : L'Affrontement final sort le 24 mai 2006 lors d'une présentation hors compétition au festival de Cannes. Le film contient effectivement une forte dose de violence mais celle-ci semble justifiée par le choix radical auquel les personnages sont soumis.
- 2009 : X-Men Origins: Wolverine de Gavin Hood avec Hugh Jackman, Liev Schreiber, Danny Huston et Ryan Reynolds

Préquelle sur le personnage de Wolverine, sortie au cinéma le 1er mai 2009, mettant en scène la vie de Wolverine avant de rencontrer les X-Men et révélant pourquoi et comment il a obtenu son squelette en adamantium.
- 2011 : X-Men : Le Commencement de Matthew Vaughn avec James McAvoy, Michael Fassbender et Jennifer Lawrence

Envisagé pour le 3e film, Matthew Vaughn retrouve les X-Men pour X-Men : Le Commencement, qui revient sur la genèse de l'équipe de Charles Xavier, et la rencontre avec son futur ennemi Erik Lensherr. Le film sort le 1er juin 2011 en France.
- 2013 : Wolverine : Le Combat de l'immortel de James Mangold avec Hugh Jackman, Famke Janssen et Rila Fukushima

Second film consacré au personnage, reprend peu après les événements du troisième film. Wolverine se rend au Japon et y affronte la mafia locale. Le film est réalisé par James Mangold et sort dans les salles de cinéma en France le 24 juillet 2013.
- 2014 : X-Men: Days of Future Past de Bryan Singer avec James McAvoy, Patrick Stewart, Ian McKellen, Michael Fassbender et Jennifer Lawrence

Cet épisode mélange les personnages de la trilogie de base et ceux de X-Men : Le Commencement et se situe à la fois dans le futur (2023) et dans le passé (1973). L'idée est de faire un lien entre les deux séries de films. Le réalisateur Bryan Singer a par ailleurs conversé avec James Cameron à propos des « lois » des voyages temporels.
- 2016 : Deadpool de Tim Miller avec Ryan Reynolds

Film centré sur le personnage de Deadpool.
- 2016 : X-Men: Apocalypse de Bryan Singer avec James McAvoy, Michael Fassbender, Jennifer Lawrence et Nicholas Hoult

Cet épisode se situant en 1983 conclut la trilogie sur les origines des X-Men commencée par X-Men : Le Commencement et poursuivie dans X-Men: Days of Future Past.
- 2017 : Logan de James Mangold avec Hugh Jackman, Patrick Stewart et Dafne Keen

Cet épisode est le troisième centré sur le personnage de Wolverine dans le futur et il a été annoncé que ce sera le dernier pour Hugh Jackman.
- 2018 : Deadpool 2 de David Leitch avec Ryan Reynolds, Josh Brolin

Deuxième opus des aventures de Wade Wilson avec la présence du mutant Cable.
- 2019 : X-Men: Dark Phoenix de Simon Kinberg avec James McAvoy, Michael Fassbender, Jennifer Lawrence et Sophie Turner

Ce nouvel opus s'éloigne de la relation entre Xavier et Lehnsherr pour se concentrer sur le personnage de Jean Grey et ses immenses pouvoirs, notamment la force Phénix, environ 10 ans après Apocalypse.
- 2020 : Les Nouveaux Mutants de Josh Boone avec Maisie Williams

Ce spin-off (film dérivé) se concentre sur de jeunes mutants recrutés par Charles Xavier pour une équipe annexe, les Nouveaux Mutants.
- 2024 : Deadpool et Wolverine de Shawn Levy met en scène le personnage de Deadpool et celui de Wolverine, incarné par Hugh Jackman par le studio 20th Century Studios. À la suite du rachat du studio par Disney, il est le 34e film de l'univers cinématographique Marvel (MCU) et le 4e de la phase cinq et fait ainsi rentrer les X-Men dans le MCU.